# Liste der Biografien/Bol
Liste der Biografien |
Portal Biografien |
Personensuche
# |
A |
B |
C |
D |
E |
F |
G |
H |
I |
J |
K |
L |
M |
N |
O |
P |
Q |
R |
S |
T |
U |
V |
W |
X |
Y |
Z |
?
 
Ba |
Be |
Bd |
Bg |
Bh |
Bi |
Bj |
Bl |
Bm |
Bn |
Bo |
Br |
Bs |
Bu |
Bw |
By |
Bz
 
Boa–Boc |
Bod |
Boe |
Bof |
Bog |
Boh |
Boi–Bok |
Bol |
Bom |
Bon |
Boo |
Bop |
Boq |
Bor |
Bos |
Bot |
Bou |
Bov–Boz
Die Liste der Biografien führt alle Personen auf, die in der deutschsprachigen Wikipedia einen Artikel haben. Dieses ist eine Teilliste mit 1073 Einträgen von Personen, deren Namen mit den Buchstaben „Bol“ beginnt.

## Bol
- Bol, Bol (* 1999), US-amerikanischer Basketballspieler
- Bol, Cees (* 1995), niederländischer Radrennfahrer
- Bol, Femke (* 2000), niederländische LeichtathletinFemke Bol (* 2000)

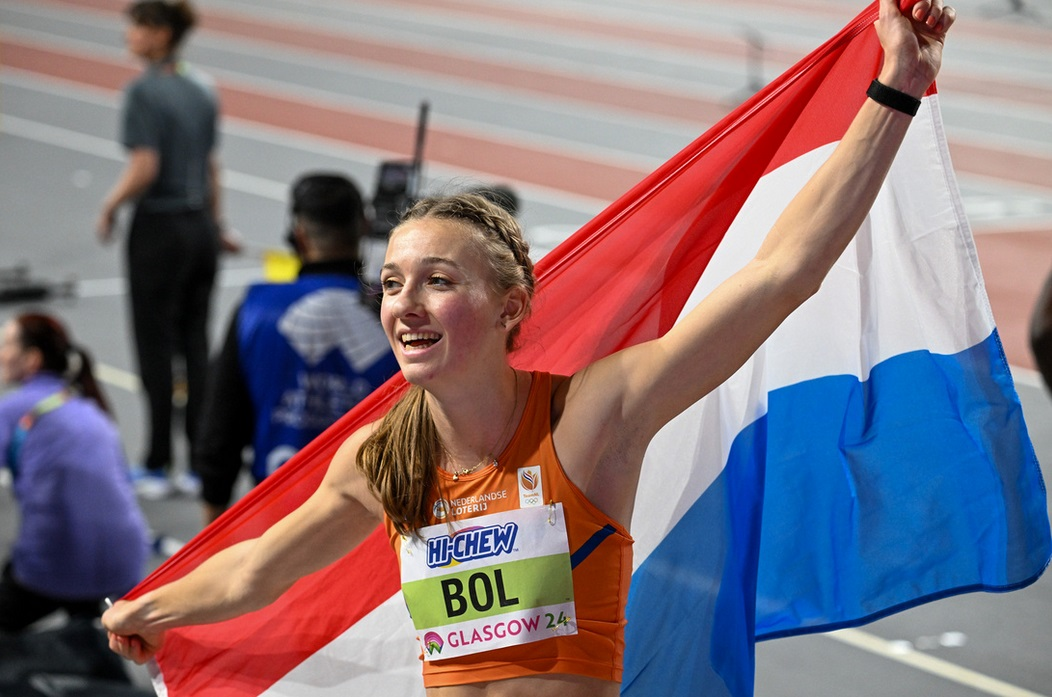
Femke Bol (* 2000)

- Bol, Ferdinand (1616–1680), niederländischer Maler
- Bol, Gerrit (1906–1989), niederländischer Mathematiker
- Bol, Hans (1534–1593), niederländischer Maler und Zeichner flämischer Herkunft
- Bol, Jetse (* 1989), niederländischer Straßenradrennfahrer
- Bol, Kerubino Kuanyin (1948–1999), Rebellenführer im Süden des Sudan
- Bol, Manute (1962–2010), sudanesischer Basketballspieler
- Bol, Peter (* 1994), australischer Leichtathlet
- Bol, Peter Cornelis (1941–2012), deutscher Klassischer Archäologe
- Bol, Renate (* 1945), deutsche Klassische Archäologin

### Bola
- Bola de Nieve (1911–1971), kubanischer Musiker
- Bola Sete (1923–1987), brasilianischer Gitarrist und Sänger
- Bola, JJ (* 1986), Schriftsteller
- Bolack, Tom (1918–1998), US-amerikanischer Politiker
- Bolado, Iván (* 1989), spanisch-äquatorialguineischer Fußballspieler
- Bolados, Hernando († 1923), chilenischer Fußballspieler
- Bolados, Marcos (* 1996), chilenischer Fußballspieler
- Bołądź, Bartłomiej (* 1994), polnischer Volleyballnationalspieler
- Bołądź, Olga (* 1984), polnische Theater- und Filmschauspielerin
- Bolaender, Gerhard (* 1957), deutscher Schriftsteller
- Bolaffi, Angelo (* 1946), italienischer Philosoph, Politikwissenschaftler und Germanist
- Bolaghi, Saba (* 1989), deutscher Ringer
- Bolam, James (* 1935), britischer Film- und Theaterschauspieler
- Bolan, Marc (1947–1977), britischer Sänger, Gitarrist und SongschreiberMarc Bolan (1947–1977)

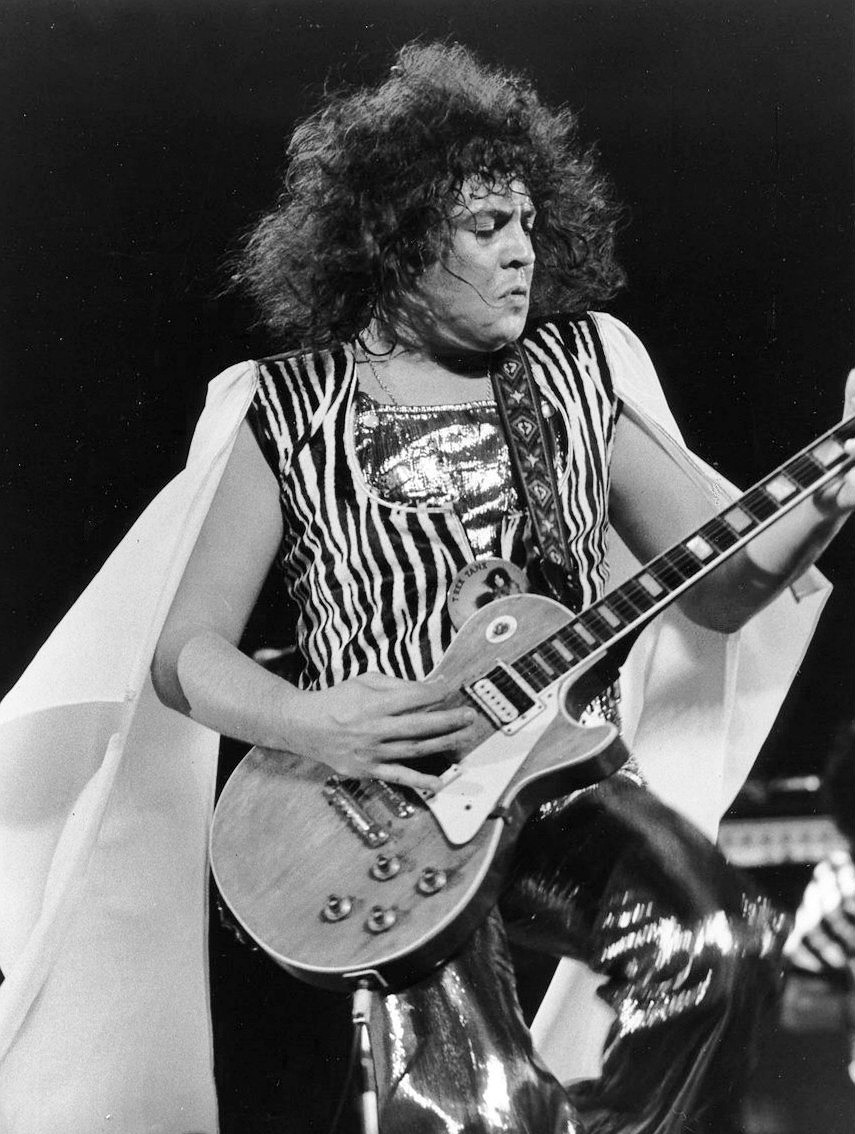
Marc Bolan (1947–1977)

- Boland, Bridget (1913–1988), britische Drehbuchautorin und Dramatikerin
- Boland, Eddie (1883–1935), US-amerikanischer Schauspieler
- Boland, Edward (1911–2001), US-amerikanischer Politiker
- Boland, Ernest Bertrand (1925–2023), US-amerikanischer Ordensgeistlicher, emeritierter Bischof von Multan
- Boland, Francy (1929–2005), belgischer Jazz-Pianist und Arrangeur
- Boland, Frederick H. (1904–1985), irischer Diplomat und Politiker
- Boland, Gerald (1885–1973), irischer Politiker (Fianna Fáil)
- Boland, Grace, irische Politikerin (Fine Gael)
- Boland, John (1913–1976), britischer Schriftsteller und Journalist
- Boland, John (1944–2000), irischer Politiker
- Boland, John Kevin (* 1935), irisch-amerikanischer Geistlicher und Altbischof von Savannah
- Boland, John Pius (1870–1958), irischer Tennisspieler und Politiker, Mitglied des House of Commons
- Boland, Katie (* 1988), kanadische Schauspielerin
- Boland, Kevin (1917–2001), irischer Politiker (Fianna Fáil)
- Boland, Mary (1880–1965), US-amerikanische Schauspielerin
- Boland, Matt (* 1966), US-amerikanischer Basketballschiedsrichter
- Boland, Mike (* 1949), kanadischer Eishockeyspieler und Kameramann
- Boland, Mike (1954–2017), kanadischer Eishockeyspieler
- Boland, Mirko (* 1987), deutscher FußballspielerMirko Boland (* 1987)

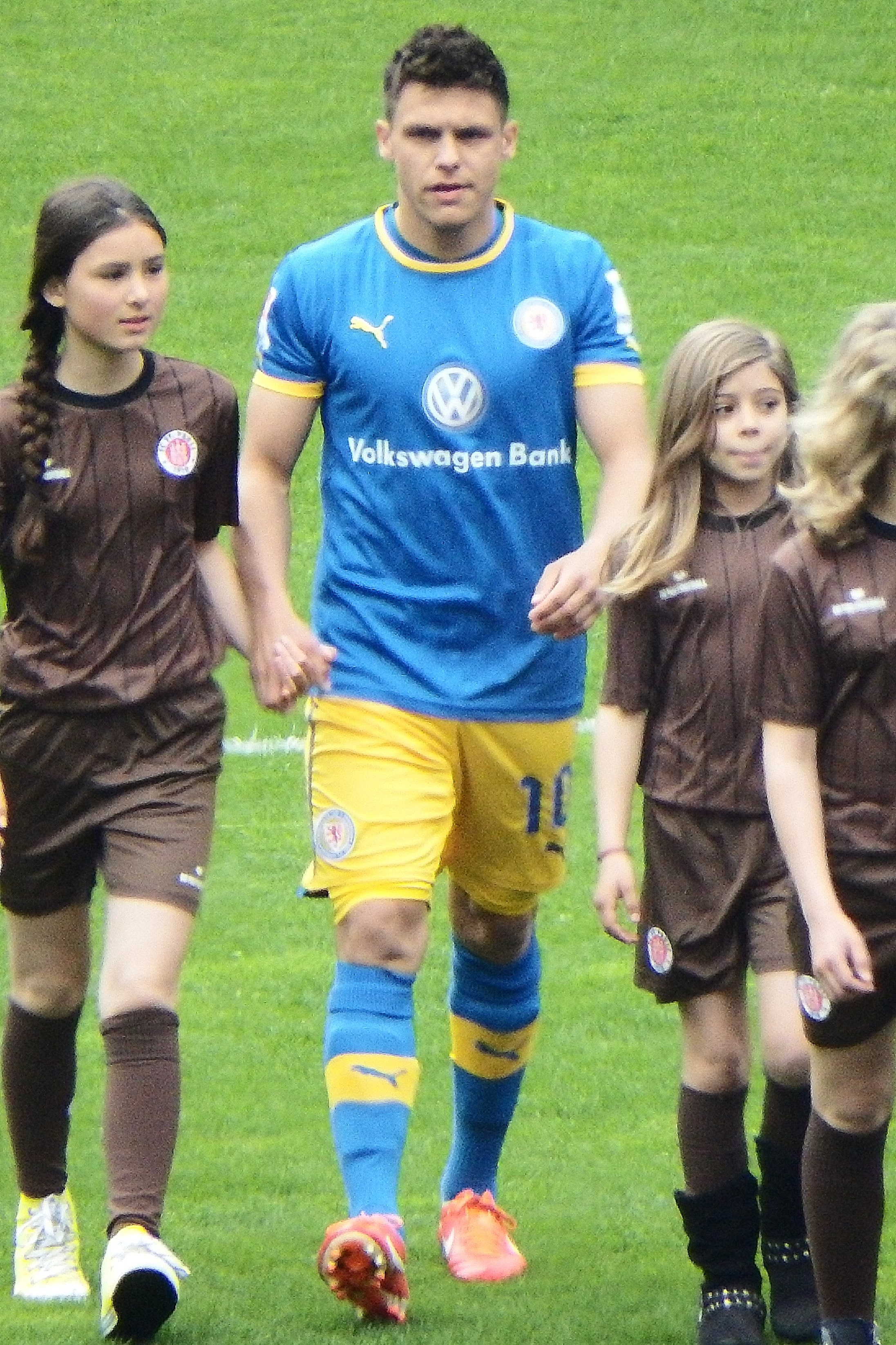
Mirko Boland (* 1987)

- Boland, Patrick (1890–1962), irischer Politiker (Fianna Fáil)
- Boland, Patrick J. (1880–1942), US-amerikanischer Politiker
- Boland, Raymond James (1932–2014), irisch-US-amerikanischer Geistlicher, römisch-katholischer Bischof
- Boland, Rosita (* 1965), irische Journalistin und Schriftstellerin
- Boland, Scott (* 1989), australischer Cricketspieler
- Boland, Thomas Aloysius (1896–1979), US-amerikanischer römisch-katholischer Geistlicher und Erzbischof von Newark
- Boland, Tyler (* 1996), kanadischer Eishockeyspieler
- Boland, Veronica Grace (1899–1982), US-amerikanische Politikerin
- Boland, Wilhelm (* 1950), deutscher Chemiker
- Bolander, Henry Nicholas (1831–1897), deutsch-amerikanischer Botaniker
- Bolandt, Johann (1562–1645), deutscher Kaufmann und Politiker der frühen Neuzeit
- Bolangi Egwanga Ediba Tasame, Joseph (1937–2019), kongolesischer Geistlicher, römisch-katholischer Bischof von Budjala
- Bolani, Crosby, südafrikanischer Rapper
- Bolaño, Jorge (1977–2025), kolumbianischer Fußballspieler
- Bolaño, Melany (* 2004), kolumbianische Sprinterin
- Bolaño, Roberto (1953–2003), chilenischer SchriftstellerRoberto Bolaño (1953–2003)

Roberto Bolaño (1953–2003)

- Bolaño, Roberto Vidal (1950–2002), galicischer Dramaturg und Theaterschauspieler
- Bolaños Avelar, Elías Samuel (* 1951), salvadorianischer Ordensgeistlicher und römisch-katholischer Bischof von Zacatecoluca
- Bolaños Geyer, Enrique (1928–2021), nicaraguanischer Präsident
- Bolaños, Christian (* 1984), costa-ricanischer Fußballspieler
- Bolaños, Hector (1927–1990), kolumbianischer Journalist
- Bolaños, Hernán (1912–1992), chilenischer Fußballspieler
- Bolaños, Karina (* 1973), costa-ricanische Politikerin
- Bolaños, Luis de (1550–1629), Franziskaner, der 1572 nach Amerika kam und die Reduktionen in Paraguay initiierte
- Bolaños, Mauricio (* 1939), salvadorianischer Radrennfahrer
- Bolaños, Miller (* 1990), ecuadorianischer Fußballspieler
- Bolas, Xan das (1908–1977), spanischer Schauspieler
- Bolasie, Yannick (* 1989), kongolesischer Fußballspieler
- Bolat, Cihan (* 1991), deutscher Fußballspieler
- Bolat, Nuh (* 2002), türkischer Kugelstoßer
- Bolat, Sinan (* 1988), belgisch-türkischer Fußballtorwart
- Bolatbekqysy, Ajana (* 2006), kasachische Leichtathletin
- Bolatlı, Rıdvan (1928–2022), türkischer Fußballspieler
- Bolatti, Mario (* 1985), argentinischer Fußballspieler
- Bolau, Heinrich (1836–1920), deutscher Zoologe und Zoodirektor
- Bolavá, Anna (* 1981), tschechische Dichterin und Schriftstellerin
- Bolay, Christof (* 1968), deutscher Kommunalpolitiker (SPD)
- Bolay, Hans Volker (* 1951), deutscher Musiktherapeut
- Bolay, Karl-Heinz (1914–1993), deutscher Schriftsteller und Dichter
- Bolay, Luca (* 2002), deutscher Fußballspieler
- Bolayela, Elombo (* 1965), deutscher Politiker (SPD), MdBBElombo Bolayela (* 1965)

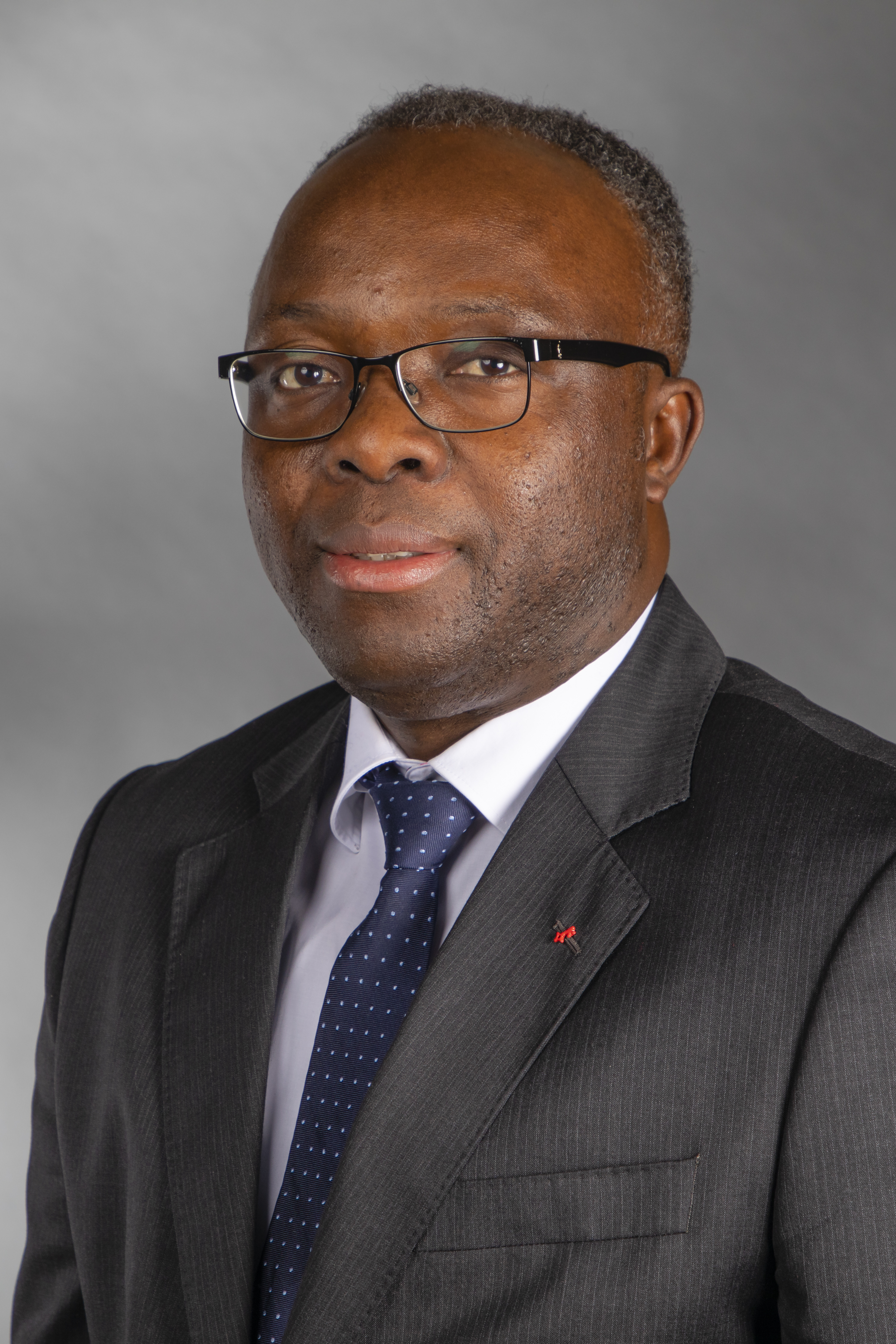
Elombo Bolayela (* 1965)

### Bolb
- Bolbecher, Siglinde (1952–2012), österreichische Historikerin, Exilforscherin und Lyrikerin
- Bolberitz, Károly (1906–1978), ungarischer Ingenieur
- Bolbjerg, Anja (* 1971), dänische Freestyle-Skierin
- Bolbochán, Julio (1920–1996), argentinischer Schachgroßmeister
- Bolbotschan, Petro (1883–1919), ukrainischer Militärführer
- Bolbrinker, Claus-Ivar (* 1948), deutscher Regisseur
- Bolbrinker, Ernst (1898–1962), österreichischer Bergingenieur, deutscher Generalmajor im Zweiten Weltkrieg
- Bolbrinker, Niels (* 1951), deutscher Filmregisseur und Dokumentarfilmer
- Bolbrinker, Walter (1896–1981), deutscher Politiker (SPD), MdL
- Bolbroe, Carl August Ferdinand (1833–1878), dänisch-grönländischer Kaufmann und kommissarischer Inspektor von Grönland
- Bolbrügge, Carl (1849–1898), Mühlenbesitzer

### Bolc
- Bolcato, Jean, französischer Jazz-Bassist (auch Stimme, Perkussion)
- Bolchi, Sandro (1924–2005), italienischer Filmschaffender
- Bolchowitinow, Wiktor Fjodorowitsch (1899–1970), sowjetischer Flugzeugkonstrukteur
- Bolck, Franz (1918–2000), deutscher Pathologe
- Bölck, Friedrich (1877–1940), deutscher Unternehmer
- Bölck, Lothar (* 1953), deutscher Kabarettist, Autor und Regisseur
- Bölckow, Christian (1966–2024), deutscher Politiker (STATT Partei), MdHB
- Bolckow, Henry William Ferdinand (1806–1878), britischer Industrieller und Politiker, Mitglied des House of Commons
- Bolcom, William (* 1938), US-amerikanischer Komponist und Pianist
- Bolcsó, Bálint (* 1979), ungarischer Musiker (Elektronik, Komposition)

### Bold
- Bold, Emily (* 1980), deutsche Schriftstellerin
- Bold, Felix (* 1988), deutscher Schauspieler
- Bold, Gerhard (* 1955), deutscher Fußballspieler
- Bold, Nomin (* 1982), mongolische Malerin
- Bold, Peter (* 1978), deutscher Zauberkünstler und Bariton
- Bold, Thomas (* 1961), deutscher Politiker (CSU)
- Bold-Erdene, Boldbaataryn (* 1983), mongolischer Mountainbike- und Straßenradrennfahrer
- Boldemann, Ferdinand (1847–1921), deutscher Kaufmann und Mitglied der Lübecker Bürgerschaft
- Boldemann, Friedrich (1788–1865), deutscher Versicherungskaufmann und Politiker
- Boldemann, Karin (* 1940), deutsche Turnerin
- Boldemann, Laci (1921–1969), deutscher Komponist
- Bolden, Buddy (1877–1931), US-amerikanischer Kornettist in New Orleans (um 1900)
- Bolden, Charles (* 1946), US-amerikanischer NASA-Astronaut und Generalmajor der MarineinfanterieCharles Bolden (* 1946)

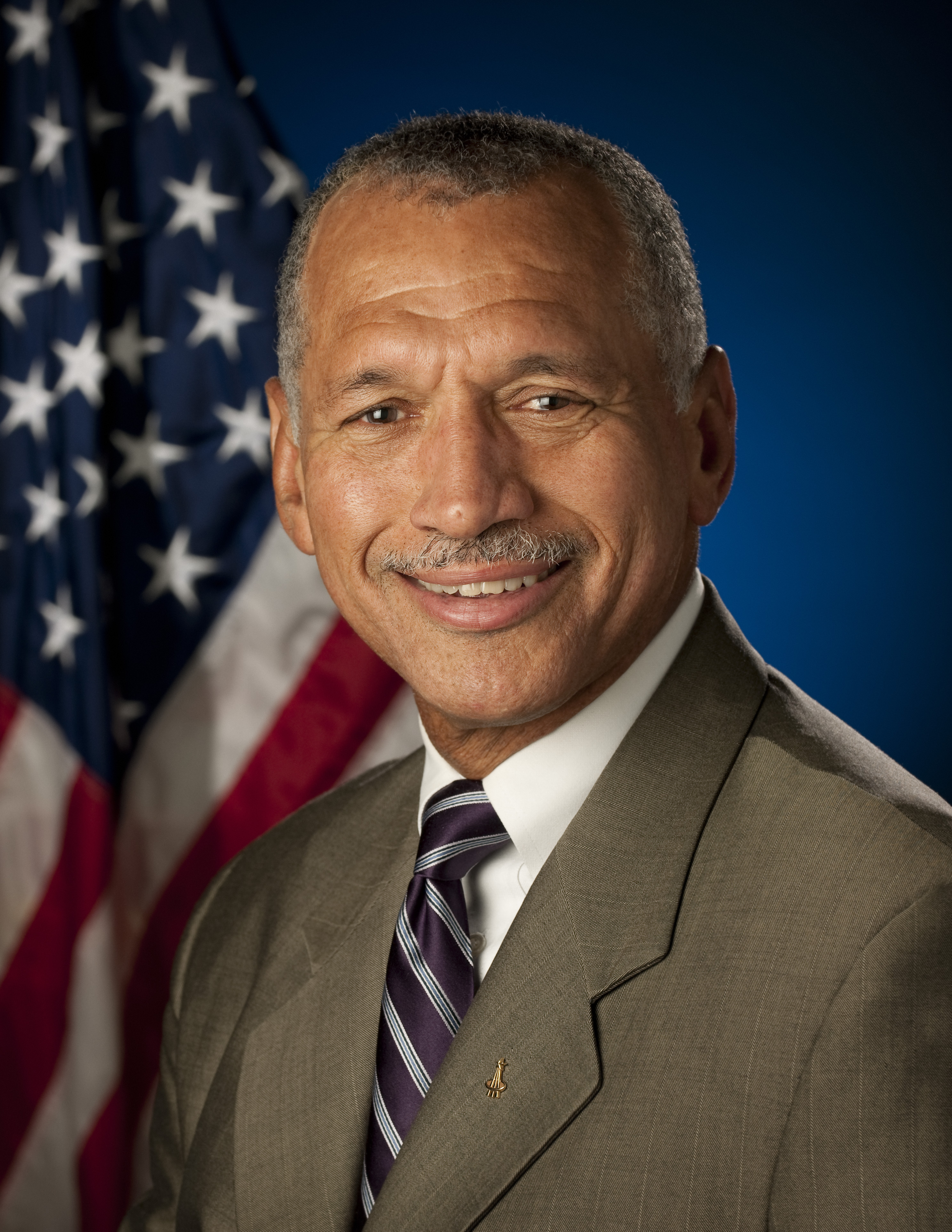
Charles Bolden (* 1946)

- Bolden, Elizabeth (1890–2006), US-amerikanische Altersrekordlerin
- Bolden, Eugene (1899–1991), US-amerikanischer Schwimmer
- Bolden, Jeanette (* 1960), US-amerikanische Leichtathletin
- Bolden, Jonah (* 1996), australischer Basketballspieler
- Bolden, Philip (* 1995), US-amerikanischer Schauspieler
- Bolden, Sarina (* 1996), US-amerikanisch-philippinische Fußballspielerin
- Bolden, Tavares (* 1979), US-amerikanischer American-Football-Spieler und Canadian-Football-Spieler
- Bolden, Walter (1925–2002), US-amerikanischer Jazz-Musiker, Komponist und Arrangeur
- Bolder, Hermann-Josef (1924–2022), deutscher Apotheker und Unternehmer
- Bolder, Sara, US-amerikanische Tontechnikerin und Filmproduzentin
- Bolder, Trevor (1950–2013), englischer RockmusikerTrevor Bolder (1950–2013)

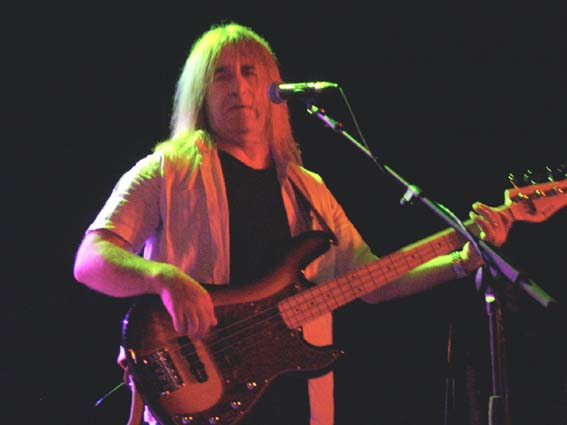
Trevor Bolder (1950–2013)

- Boldewan, Dietrich, Bürgermeister der Hansestadt Rostock
- Boldewan, Johann († 1533), deutscher evangelischer Theologe der Reformationszeit
- Boldewijn, Enzio (* 1992), niederländischer Fußballspieler
- Boldewin, flämischer Teppich- und Schalunmacher
- Boldi, Massimo (* 1945), italienischer Komiker, Schauspieler und Schlagzeuger
- Boldin, Anquan (* 1980), US-amerikanischer American-Football-Spieler
- Boldin, Igor Petrowitsch (* 1964), russischer Eishockeyspieler
- Boldin, Iwan Wassiljewitsch (1892–1965), sowjetischer Generaloberst, Chef der sowjetischen Militäradministration Thüringen
- Boldin, Waleri Iwanowitsch (1935–2006), sowjetischer Politiker
- Bolding, Morgan (* 1995), britischer Ruderer
- Boldini, Giovanni (1842–1931), italienischer Porträtmaler des ImpressionismusGiovanni Boldini (1842–1931)

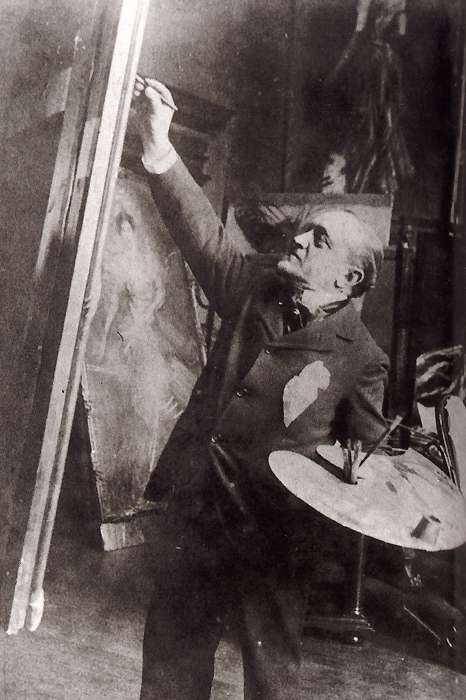
Giovanni Boldini (1842–1931)

- Boldirev, Ivan (* 1949), jugoslawisch-kanadischer Eishockeyspieler
- Böldl, Klaus (* 1964), deutscher Schriftsteller
- Boldman, Spencer (* 1992), US-amerikanischer Schauspieler
- Boldoczki, Gábor (* 1976), ungarischer Trompeter
- Boldóczki, János (1912–1988), ungarischer kommunistischer Politiker
- Boldon, Ato (* 1973), Leichtathlet aus Trinidad und Tobago
- Boldorf, Marcel (* 1965), deutscher Historiker und Hochschullehrer
- Boldrewood, Rolf (1826–1915), australischer Autor
- Boldrick, Evelyn (1920–2012), US-amerikanische Badmintonspielerin
- Boldrin, Fernando (* 1989), brasilianischer Fußballspieler
- Boldrini, Arrigo (1915–2008), italienischer Politiker, Mitglied der Camera
- Boldrini, Laura (* 1961), italienische Journalistin und Politikerin
- Boldrini, Niccoló, Holzschneider in Venedig
- Boldrini, Sandro (* 1944), italienischer Klassischer Philologe
- Bolds, Clarence Milton (1903–1958), US-amerikanischer Militärangehöriger
- Boldsen, Joachim (* 1978), dänischer Handballspieler
- Boldt, Albrecht-Joachim (1933–2020), deutscher evangelisch-lutherischer Geistlicher, Propst in Plau am See
- Boldt, Alwin (1884–1920), deutscher Radsportler
- Boldt, August (1838–1899), deutscher Lehrer, Autor und plattdeutscher Schriftsteller
- Boldt, Carl (1811–1878), deutscher Buchdrucker und Verleger
- Boldt, Egon (1926–2003), deutscher Postgewerkschaftler
- Boldt, Erich (1933–1961), deutscher Feldwebel der Bundeswehr
- Boldt, Ernst (1889–1962), deutscher Schriftsteller und Lehrer
- Boldt, Franz (1894–1953), deutscher Gewerkschafter, kommunistischer Lokalpolitiker und Widerstandskämpfer gegen das NS-Regime
- Boldt, Friedhelm (* 1936), deutscher Fußballspieler (DDR)
- Boldt, Gerhard (1901–1992), deutscher Rechtswissenschaftler und Richter am Bundesarbeitsgericht in Kassel
- Boldt, Gerhard (1918–1981), deutscher Rittmeister der Reserve
- Boldt, Gottfried (1906–1957), deutscher Rechtswissenschaftler und Hochschullehrer
- Boldt, Gustav (1853–1939), deutscher Buchdrucker und Verleger
- Boldt, Hans (1930–2024), deutscher Staatsrechtler und Politikwissenschaftler
- Boldt, Harry (* 1930), deutscher Dressurreiter
- Boldt, Heinz (* 1909), deutscher nationalsozialistischer Jugendführer
- Boldt, Jannick (* 1993), deutscher Handballspieler
- Boldt, Joachim (1914–1996), deutscher Schauspieler bei Bühne, Film und Fernsehen
- Boldt, Joachim (* 1954), deutscher Anästhesiologe
- Boldt, John (1895–1931), deutscher Offizier der Kaiserlichen Marine
- Boldt, Jolin (1951–2023), finnlandschwedische und schwedische Journalistin und Debatteurin
- Boldt, Jonas (* 1982), deutscher FußballmanagerJonas Boldt (* 1982)

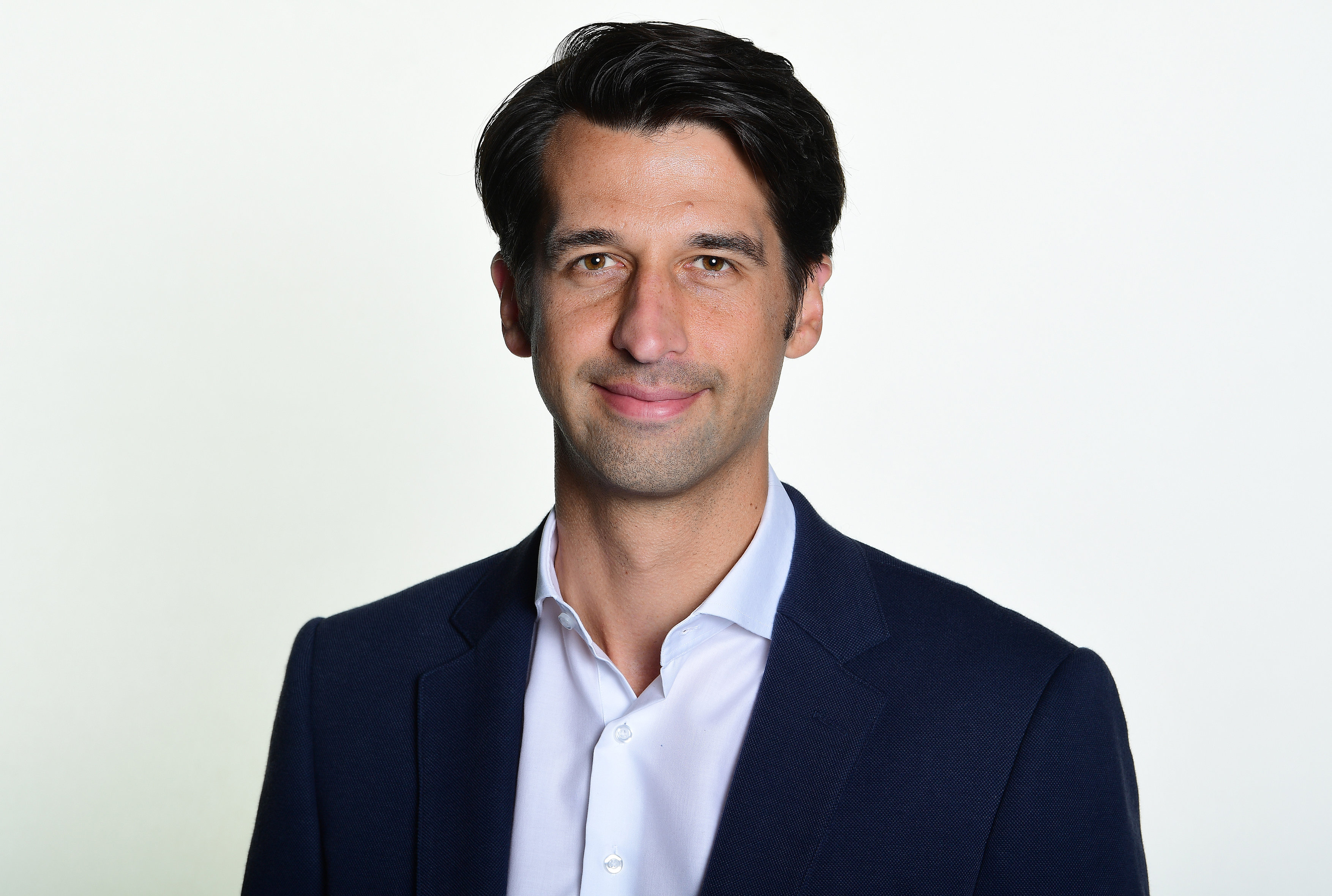
Jonas Boldt (* 1982)

- Boldt, Karl (1884–1968), deutscher Buchdrucker und Verleger
- Boldt, Leonhard (1875–1963), deutscher Maler
- Boldt, Mogens (* 1952), dänischer Radrennfahrer
- Boldt, Paul (1885–1921), deutscher Lyriker
- Boldt, Rainer (1946–2017), deutscher Regisseur und Drehbuchautor
- Boldt, Timothy (* 1990), deutscher SchauspielerTimothy Boldt (* 1990)

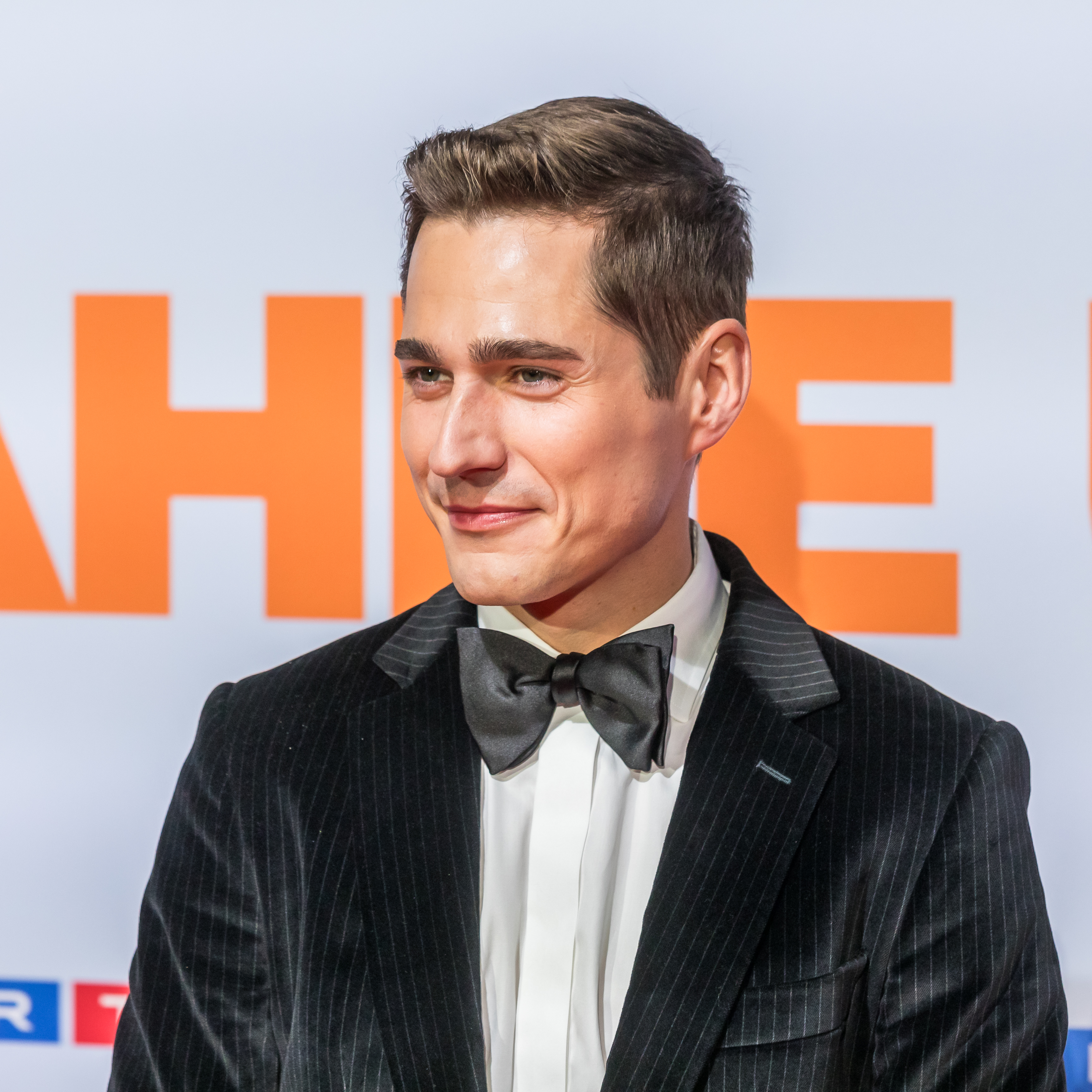
Timothy Boldt (* 1990)

- Boldt, Uwe (1928–2012), deutscher Hochschullehrer, Professor an der Sektion Journalistik an der Karl-Marx-Universität Leipzig
- Boldt, Werner (* 1935), deutscher Historiker, Geschichtsdidaktiker und Hochschullehrer
- Boldt, Willi (* 1928), deutscher Fußballspieler
- Boldt-Christmas, Sidney (1924–2016), schwedischer Segler
- Boldù, Giovanni, italienischer Medailleur und Maler
- Boldù, Giuseppe (1793–1837), italienischer Politiker, Bürgermeister von Venedig
- Bolduan, Jacqueline (* 1968), deutsche Badmintonspielerin
- Bolduan, Kate (* 1983), US-amerikanische Fernseh-Journalistin
- Bolduan, Solveig (* 1958), deutsche Malerin, Bildhauerin und Keramikerin
- Bolduan, Wiebke (* 1994), deutsche Comic-Künstlerin und Illustratorin
- Bolduc, Alexandre (* 1985), kanadischer Eishockeyspieler
- Bolduc, André, US-amerikanischer Biathlet
- Bolduc, Dan (* 1953), US-amerikanischer Eishockeyspieler
- Bolduc, Donald C., US-amerikanischer Armeeoffizier, Brigadegeneral
- Bolduc, Mary (1894–1941), kanadische Singer-Songwriterin
- Bolduc, Rémi (* 1962), kanadischer Jazzmusiker (Saxophon, Komposition)
- Boldy, Matthew (* 2001), US-amerikanischer Eishockeyspieler
- Boldykow, Andrei Sergejewitsch (* 1983), russischer Snowboarder
- Boldykowa, Swetlana Sergejewna (* 1982), russische Snowboarderin
- Boldyrew, Anatoli Kapitonowitsch (1883–1946), russischer Kristallograph, Mineraloge, Geologe und Hochschullehrer
- Boldyrew, Wladimir Wjatscheslawowitsch (* 1927), russisch-sowjetischer Chemiker
- Boldyrewa, Jelena Wladimirowna (* 1961), sowjetisch-russische Festkörperchemikerin und Hochschullehrerin
- Boldyrewa, Lidija Syssojewna (1934–1991), sowjetisch-russische Volleyballnationalspielerin

### Bole
- Bole, Cliff (1937–2014), US-amerikanischer Regisseur von US-amerikanischen und kanadischen Fernsehproduktionen
- Bole, Grega (* 1985), slowenischer Radrennfahrer
- Bole, Mauro (* 1968), italienischer Kletterer
- Bolea, Fernando (1965–2024), spanischer Handballspieler und -trainer
- Bolea, Vasile (* 1982), moldauischer Politiker (PSRM, Partidul Renaștere)
- Bolebec, Isabel de (1164–1245), englische Adlige
- Bolecka, Anna (* 1951), polnische Prosaschriftstellerin
- Bolecki, Włodzimierz (* 1952), polnischer Literaturwissenschaftler
- Boledovičová, Nina (* 2004), slowakische Volleyballspielerin
- Bolek († 1821), Seminolen-Häuptling
- Bolek, Andreas (1894–1945), österreichischer Politiker (NSDAP), MdR, GauleiterAndreas Bolek (1894–1945)

Andreas Bolek (1894–1945)

- Bolek, Petr (* 1984), tschechischer Fußballspieler
- Bolek, Rudolf (1887–1940), galizischer Lehrer und Politiker, Vorsitzender des deutschen Volksrates für Galizien
- Bölekpajew, Amanschol (1941–2013), kasachischer Politiker
- Bolelli, Simone (* 1985), italienischer Tennisspieler
- Bolelli, Tristano (1913–2001), italienischer Linguist, Romanist und Italianist
- Bolen, David (1923–2022), US-amerikanischer Sprinter und Diplomat
- Bolen, Donald (* 1961), kanadischer Geistlicher und römisch-katholischer Erzbischof von Regina
- Bolen, Kaspar († 1619), Abt im Kloster Maria Laach
- Bolen, Wilken, deutscher Kanoniker
- Bolender, Kurt (1912–1966), deutscher SS-Offizier, an der „Aktion T4“ und an der „Aktion Reinhardt“ beteiligtKurt Bolender (1912–1966)

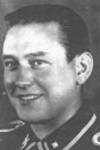
Kurt Bolender (1912–1966)

- Bolens, Ernest (1881–1959), Schweizer Maler
- Bolenz, Eckhard (* 1955), deutscher Historiker und Museologe
- Bolenz, Ulrike (* 1958), deutsch-belgische Malerin und Photoplastikerin
- Boléo, Manuel de Paiva (1904–1992), portugiesischer Romanist, Lusitanist, Philologe und Dialektologe
- Boles, Billy J. (1938–2021), US-amerikanischer Offizier, General der US Air Force
- Boles, Charles (1932–2024), US-amerikanischer Jazzmusiker (Piano)
- Boles, Charles E. (* 1829), US-amerikanischer Postkutschenräuber
- Boles, Eckhard (* 1963), deutscher Mikrobiologe
- Bol’es, Harmen van (1689–1764), niederländisch-russischer Baumeister des Barock
- Boles, John (1888–1952), US-amerikanischer Sportschütze
- Boles, John (1895–1969), US-amerikanischer Schauspieler
- Boles, John K. (1916–1980), US-amerikanischer Offizier, Generalmajor der US-Army
- Boles, John Patrick (1930–2014), US-amerikanischer Geistlicher und Weihbischof im Erzbistum Boston
- Boles, Nicholas (* 1965), britischer Politiker (Conservative Party)
- Boles, Thomas (1837–1905), US-amerikanischer Politiker
- Boles, Walter E. (* 1952), australischer Ornithologe und Paläoornithologe
- Bolesch, Otto (1918–2005), österreichischer Schauspieler
- Böleschew, Älibek (* 1981), kasachischer Fußballspieler
- Bolesky, Bruce (* 1957), US-amerikanischer Freestyle-Skisportler
- Boleslaus († 1160), römisch-katholischer Geistlicher
- Boleslaus († 1328), Herzog von Beuthen und Tost, Erzbischof von Gran
- Boleslaus, Herzog von Oels
- Boleslaus, Herzog von Beuthen und Cosel
- Boleslaus I. († 1431), Herzog von Teschen, Glogau und Auschwitz
- Boleslaus II. († 1452), Herzog von Teschen (1431–1452)
- Boleslav I., böhmischer HerrscherBoleslav I.

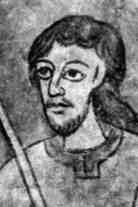
Boleslav I.

- Boleslav II. († 999), böhmischer Fürst
- Boleslav III. († 1037), böhmischer Herzog
- Boleslav, Netti (1923–1981), israelische Schriftstellerin
- Bolesław, Herzog von Masowien
- Bolesław, polnischer Herzog
- Bolesław († 1454), Herzog von Masowien
- Bolesław († 1351), Herzog von Masowien
- Bolesław (1453–1488), Herzog von Masowien
- Bolesław der Vergessene, polnischer König
- Bolesław Georg II. (1308–1340), Herzog von Halitsch
- Bolesław I. († 1025), erster König von PolenBolesław I. († 1025)

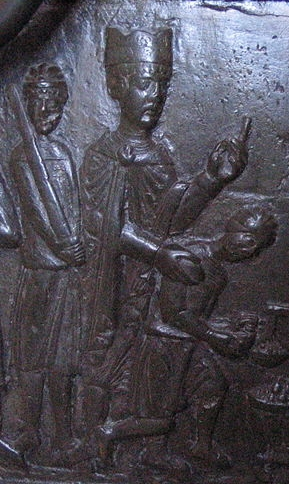
Bolesław I. († 1025)

- Boleslaw I. (1127–1201), Herzog von Schlesien
- Bolesław I. (1208–1248), Herzog von Masowien
- Bolesław II. (1042–1081), König von Polen
- Boleslaw II. († 1278), Herzog von Schlesien und Herzog von Liegnitz
- Bolesław II. (1251–1313), Herzog von Masowien
- Bolesław III. (1291–1352), Herzog von Liegnitz und Brieg
- Bolesław III. Schiefmund (1085–1138), Co-Herzog (1102–1107), Herzog von Polen (1107–1138)
- Bolesław IV. († 1173), Herzog von Masowien und Polen
- Bolesław Mieszkowic (1159–1195), polnischer Herzog
- Bolesław V. (1226–1279), Herzog von Polen
- Bolesław VI. der Fromme († 1279), Herzog von Großpolen
- Boleslawski, Issaak Jefremowitsch (1919–1977), sowjetischer Schachspieler und -autor
- Boleslawski, Richard (1889–1937), polnischer Schauspieler und Filmregisseur
- Bolet, Jorge (1914–1990), US-amerikanisch-kubanischer Pianist
- Boletakanakandavu, Kesaia (* 2004), fidschianische Leichtathletin
- Boletini, Isa (1864–1916), albanischer PolitikerIsa Boletini (1864–1916)

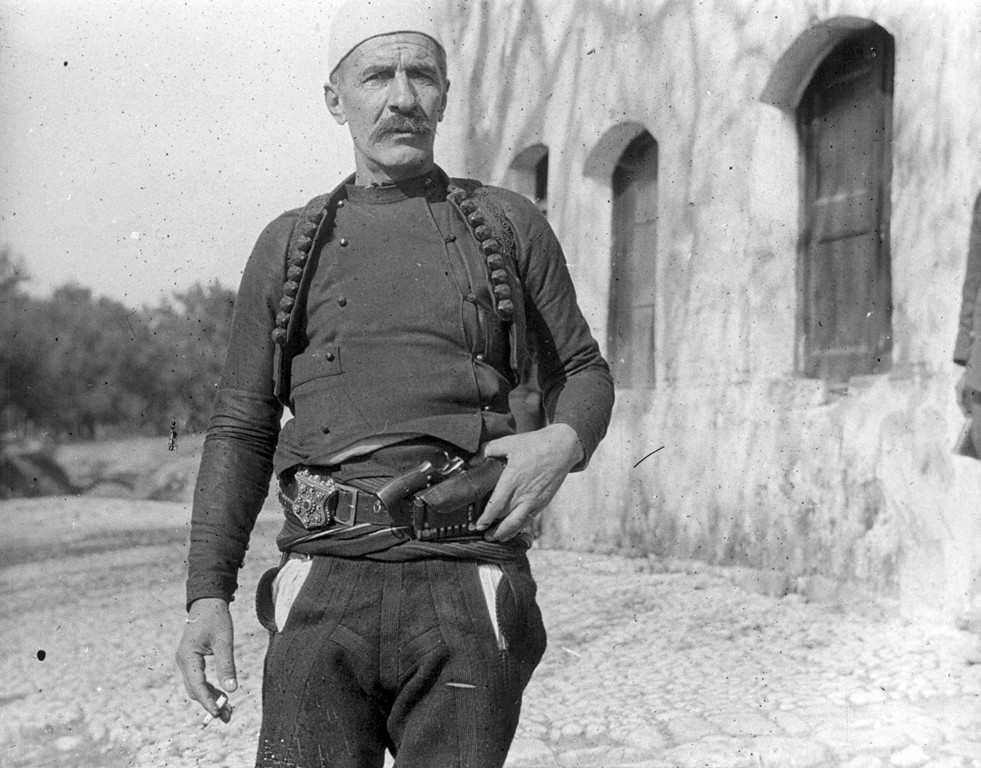
Isa Boletini (1864–1916)

- Bolewski, Hans (1912–2003), deutscher Erwachsenenbildner
- Bolewski, Wilfried (* 1943), deutscher Diplomat
- Boley, Bruno A. (1924–2017), US-amerikanischer Ingenieur
- Boley, George (* 1945), liberianischer Politiker im Exil, ehemaliger Minister und Warlord
- Boley, Gustav (1835–1891), deutscher Uhrmacher, Unternehmer und Erfinder
- Boley, Roland (* 1958), deutscher Fußballspieler
- Boleyn, Anne († 1536), zweite der sechs Ehefrauen König Heinrichs VIII. von England und Mutter der späteren Königin Elisabeth I.Anne Boleyn († 1536)

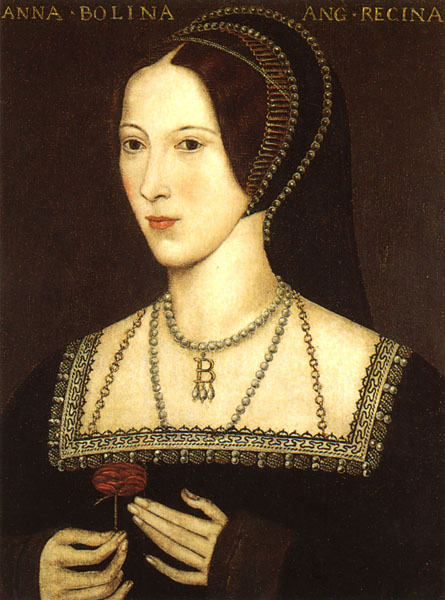
Anne Boleyn († 1536)

- Boleyn, Elizabeth (1480–1538), Hofdame von Elizabeth of York und Katharina von Aragón; Mutter von Anne Boleyn
- Boleyn, Geoffrey (1406–1463), englischer Tuchhändler und Politiker
- Boleyn, George, Viscount Rochford († 1536), englischer Diplomat und Bruder von Anne Boleyn
- Boleyn, Jane († 1542), englische Adelige am Hofe Heinrichs VIII.
- Boleyn, Mary († 1543), Geliebte von Heinrich VIII. von England; Schwester von Anne Boleyn
- Boleyn, Thomas (1477–1539), englischer Diplomat und Vater von Anne Boleyn
- Boleyn, William (1451–1505), englischer Adliger und High Sheriff of Kent

### Bolf
- Bolf, René (* 1974), tschechischer Fußballspieler
- Bolfras, Arthur von (1838–1922), österreichischer Generaloberst

### Bolg
- Bolg, Peter (1938–2020), deutscher Goldschmied
- Bolgár, Elek (1883–1955), ungarischer Soziologe und Politiker
- Bolgár, Franz von (1851–1923), österreichisch-ungarischer Offizier, Publizist und Politiker
- Bolgár, Hedda (1909–2013), ungarisch-US-amerikanische Psychologin und Psychoanalytikerin
- Bolger, Daniel P. (* 1957), US-amerikanischer Offizier, Generalleutnant der US-Army
- Bolger, Dermot (* 1959), irischer Schriftsteller, Herausgeber und Verleger
- Bolger, Emma (* 1996), irische Schauspielerin
- Bolger, Friedrich (1915–1988), Übersetzer, Publizist und russlanddeutscher Schriftsteller
- Bolger, Jim (* 1935), neuseeländischer Politiker, Premierminister (1990–1997)
- Bolger, John A. Jr. (1908–1990), Tonmeister
- Bolger, Jordan (* 1994), britischer Filmschauspieler
- Bolger, Kevin (* 1993), US-amerikanischer Skilangläufer
- Bolger, Nicola (* 1993), australische Fußballspielerin
- Bolger, Ray (1904–1987), US-amerikanischer Schauspieler, Sänger und TänzerRay Bolger (1904–1987)

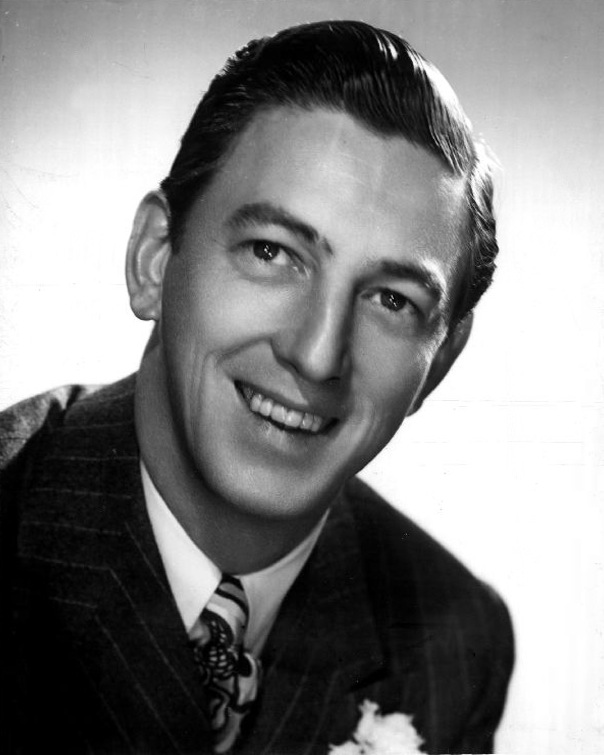
Ray Bolger (1904–1987)

- Bolger, Sarah (* 1991), irische Filmschauspielerin
- Bolger, William F. (1923–1989), US-amerikanischer Soldat und US-Postmaster General
- Bolgi, Andrea (1606–1656), italienischer Bildhauer
- Bolgiani, Valeska (1830–1876), deutsche Schriftstellerin
- Bolgiano, Ludwig (1866–1948), deutscher Maler und Zeichner

### Bolh
- Bolhuis, André (* 1946), niederländischer Hockeyspieler und Sportfunktionär

### Boli
- Boli, Basile (* 1967), französischer Fußballspieler
- Boli, Franck (* 1993), ivorischer Fußballspieler
- Boli, Roger (* 1965), ivorisch-französischer Fußballspieler
- Boli, Yannick (* 1988), französischer Fußballspieler
- Bolibruch, Andrei Andrejewitsch (1950–2003), russischer Mathematiker
- Bolić, Denis (* 1988), österreichischer Handballschiedsrichter
- Bolić, Elvir (* 1971), bosnisch-herzegowinischer Fußballspieler und derzeitiger -trainerElvir Bolić (* 1971)

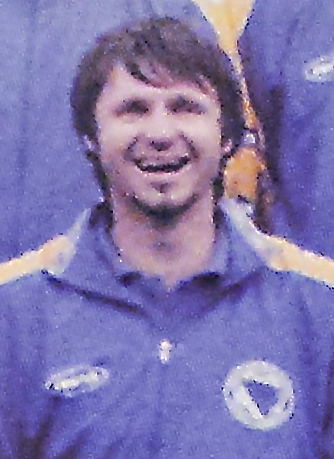
Elvir Bolić (* 1971)

- Bolić, Sabina (* 1989), kroatische Fußballspielerin und -schiedsrichterin
- Bolick, Gunter (* 1943), deutscher Politiker (CDU), MdL
- Bolick, Shawnna (* 1975), US-amerikanische Politikerin
- Bolien, Michael (* 1960), deutscher Moderator, Autor, Ingenieur und Lehrer
- Bolier, Leon (* 1980), niederländischer Trance-DJ und -Produzent
- Bolik, Anne (* 1983), deutsche Schauspielerin
- Bolik, Martin (* 1965), deutscher Hörspielautor und Produzent
- Bolik, Sibylle (* 1962), deutsche Medienwissenschaftlerin
- Bolin, Bert (1925–2007), schwedischer Meteorologe
- Bolin, Greta (1898–1981), schwedische Schriftstellerin und Journalistin
- Bolín, Luis (1894–1969), spanischer Journalist, Pressechef der Putschisten der Unión Militar Española und Direktor des ABC (1954–1962)
- Bolin, Sture (1900–1963), schwedischer Historiker und Hochschullehrer
- Bolin, Tommy (1951–1976), US-amerikanischer GitarristTommy Bolin (1951–1976)

Tommy Bolin (1951–1976)

- Bolin, Wesley (1909–1978), US-amerikanischer Politiker
- Bolinder, Anders (1924–1987), schwedisch-schweizerischer Bergsteiger und Alpin-Chronist
- Bolinder, Anton (1915–2006), schwedischer Leichtathlet
- Boling, Matthew (* 2000), US-amerikanischer Leichtathlet
- Bolingbroke-Kent, Antonia (* 1978), britische Reiseautorin und Filmproduzentin
- Bolinger, Dwight Le Merton (1907–1992), US-amerikanischer Sprachforscher und Hispanist
- Bolingi, Jonathan (* 1994), kongolesischer Fußballspieler
- Bolingo Mbongo, Cynthia (* 1993), belgische Sprinterin
- Bolingoli, Boli (* 1995), belgischer Fußballspieler
- Bolinius, Erich (* 1942), deutscher Kommunalpolitiker (FDP) und Heimatautor
- Bolışık, Deniz (* 1982), türkische Schauspielerin
- Bolius, Uwe (1940–2014), österreichischer Schriftsteller und Regisseur
- Bolívar y Urrutia, Ignacio (1850–1944), spanischer Zoologe und Entomologe, Hochschullehrer
- Bolívar, Anastasio (1896–1948), kolumbianischer Musiker, Dirigent, Komponist und Musikverleger
- Bolivar, Lindsey (* 1984), kanadische Biathletin
- Bolívar, Marcelino (* 1964), venezolanischer Boxer
- Bolívar, Natalia (1934–2023), kubanische Schriftstellerin und Ethnologin
- Bolívar, Simón (1783–1830), südamerikanischer UnabhängigkeitskämpferSimón Bolívar (1783–1830)

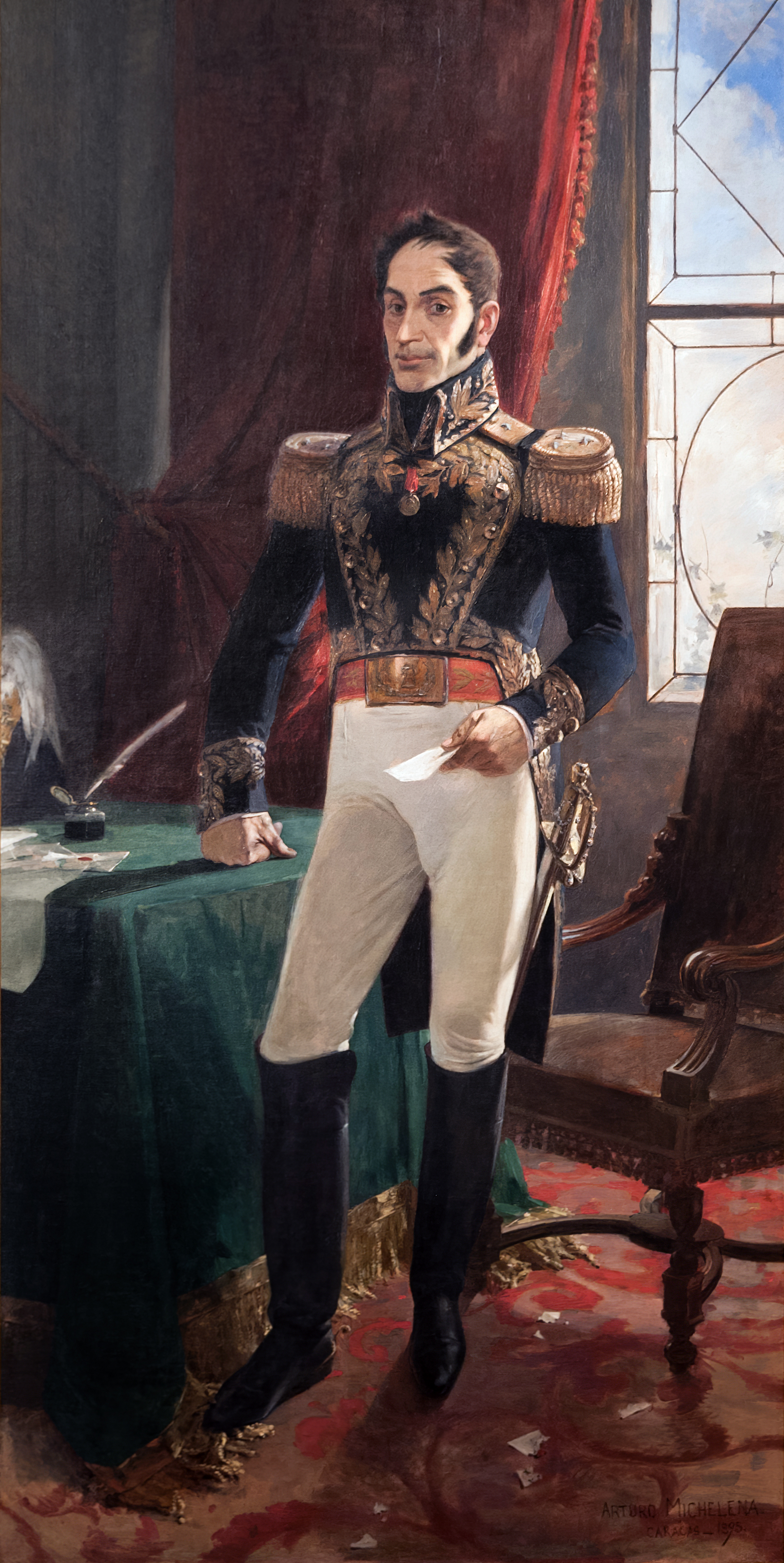
Simón Bolívar (1783–1830)

- Bolivard, Malick (* 1987), französischer Fußballspieler

### Bolj
- Boljahn, Richard (1912–1992), deutscher Politiker (SPD), MdBB
- Boljakin, Jewgeni (* 1990), kasachischer Eishockeyspieler
- Boljakin, Oleg (* 1965), kasachischer Eishockeyspieler, -trainer und -funktionär
- Boljat, Mario (1951–2024), jugoslawischer Fußballspieler
- Boljević, Aleksandar (* 1995), montenegrinischer Fußballspieler
- Boljević, Jasna (* 1989), montenegrinische Handballspielerin
- Boljka, Janez (1931–2013), slowenischer Bildhauer, Medailleur, Maler und Grafiker

### Bolk
- Bölk, Andrea (* 1968), deutsche Handballspielerin und -trainerin
- Bolk, Anna (* 1970), deutsche Schauspielerin, Sängerin und Autorin
- Bolk, Louis (1866–1930), niederländischer Mediziner und Anatom
- Bolk-Weischedel, Doris (* 1935), deutsche Psychoanalytikerin, Psychiaterin und Neurologin
- Bolkan, Florinda (* 1941), brasilianische SchauspielerinFlorinda Bolkan (* 1941)

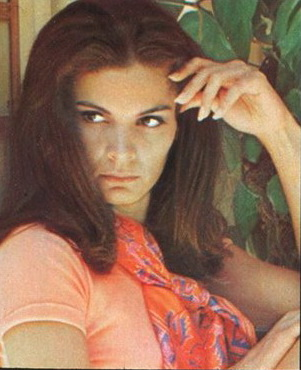
Florinda Bolkan (* 1941)

- Bolkart, Max (1932–2025), deutscher Skispringer
- Bölke, Bobby (1926–2007), deutscher Schauspieler und Komiker
- Bölke, Gerlinde (* 1951), deutsche Schauspielerin
- Bölke, Otto (1873–1946), deutscher Pastor, Heimatforscher und niederdeutscher Mundartautor
- Bölke, Thomas (* 1968), deutscher Badmintonspieler
- Bölke, Wilfried (* 1938), deutscher Schliemann-Forscher
- Bölke, Willi (1900–1948), deutscher Gewerkschafter und aktiv im Widerstand gegen den Nationalsozialismus
- Bölke, Winfried (1941–2021), deutscher Radrennfahrer
- Bölken, Andree (1901–1965), deutscher Politiker (BDV, CDU), MdBB, Landwirt, Kaufmann und Senator
- Bolkestein, A. Machtelt (1944–2001), niederländische Klassische Philologin mit Schwerpunkt lateinische Linguistik
- Bolkestein, Els (1932–2021), niederländische Opernsängerin (Sopran)
- Bolkestein, Frits (1933–2025), niederländischer Politiker (VVD)
- Bolkestein, Gerrit (1871–1956), niederländischer Politiker
- Bolkestein, Hendrik (1877–1942), niederländischer Althistoriker
- Bolkiah, Sultan von Brunei
- Bolkiah, Abdul Hakeem Jefri (* 1973), bruneiischer Skeetschütze
- Bolkiah, Faiq (* 1998), bruneiischer Fußballspieler
- Bolkiah, Hassanal (* 1946), bruneiischer Sultan, gilt als einer der reichsten Menschen der ErdeHassanal Bolkiah (* 1946)

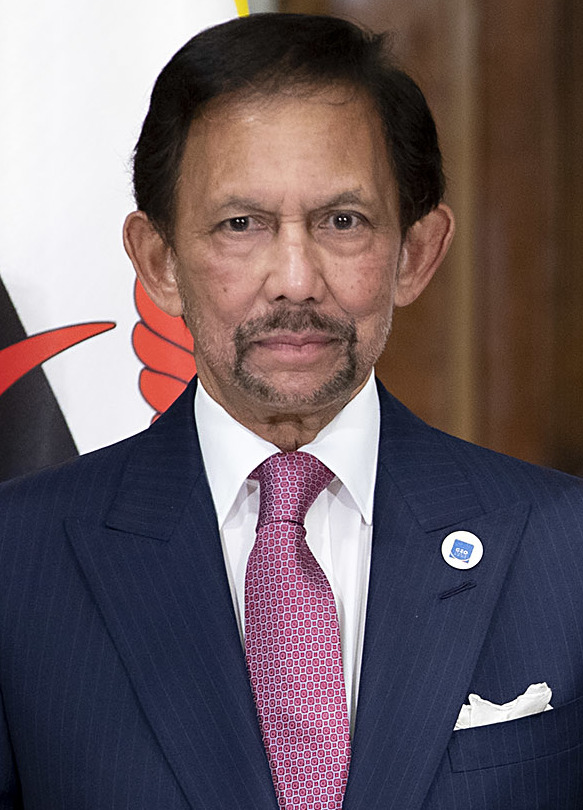
Hassanal Bolkiah (* 1946)

- Bolkiah, Masna (* 1948), Schwester von Sultan Hassanl Bolkiah, Diplomatin
- Bolkiah, Mohammed (* 1947), bruneiischer Politiker, Mitglied der Königlichen Familie von Brunei
- Bolkiah, Sufri (* 1951), bruneiischer Adliger und Funktionär
- Bolko I. († 1301), Herzog von Schweidnitz
- Bolko I. († 1313), Herzog von Oppeln (1281–1313); Statthalter von Krakau (1291, 1312); Landeshauptmann von Kleinpolen (1292–1295)
- Bolko II., Herzog von Falkenberg (1313–1362/1365)
- Bolko II. († 1341), Herzog von Schweidnitz (1301–1320); Herzog von Münsterberg (1321–1341)
- Bolko II. († 1356), Herzog von Oppeln (1313–1356)
- Bolko II. (1308–1368), Herzog von Schweidnitz (1326–1368)
- Bolko III. († 1382), Herzog von Oppeln (1356–1382); Herzog von Strehlitz (1366/75–1382)
- Bolko III. († 1410), Herzog von Münsterberg (1358–1410)
- Bolko IV. († 1437), Herzog von Oppeln; Herzog von Falkenberg, Herzog von Strehlitz (1366/75–1382)
- Bolko V. († 1460), Herzog von Oppeln, Falkenberg, Strehlitz und Klein Glogau
- Bolko, Paul von (* 1850), deutscher Rittergutsbesitzer und Politiker, MdR
- Bolkovac, Kathryn, US-amerikanische Polizeiermittlerin
- Bölkow, Ludwig (1912–2003), deutscher Ingenieur und UnternehmerLudwig Bölkow (1912–2003)

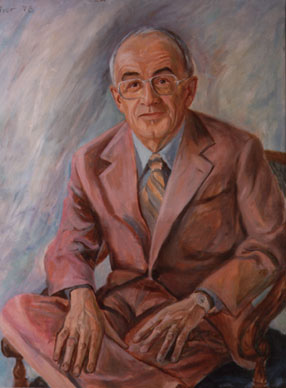
Ludwig Bölkow (1912–2003)

- Bolkwadse, Mariam (* 1998), georgische Tennisspielerin
- Bolkwadse, Nino (* 1977), georgische Rechtsanwältin und LGBT-Aktivistin
- Bolkwadse, Schmagi (* 1994), georgischer Ringer

### Boll
- Boll, Andreas (* 1976), deutscher Fußballspieler
- Böll, Annemarie (1910–2004), deutsche Übersetzerin
- Boll, Antonín (1721–1792), tschechischer Philosoph der Jesuiten
- Boll, Bernd (* 1951), deutscher Historiker
- Boll, Bernhard (1756–1836), deutscher Bischof
- Boll, Bernhard (1913–1968), deutscher Jurist und Verleger
- Boll, Bernhard (* 1946), deutscher Zeitungsverleger
- Boll, David (* 1953), US-amerikanischer Radrennfahrer
- Boll, Dirk (* 1970), deutscher Kunsthändler
- Boll, Ernst (1817–1868), deutscher Naturforscher und Historiker
- Boll, Fabian (* 1979), deutscher FußballspielerFabian Boll (* 1979)

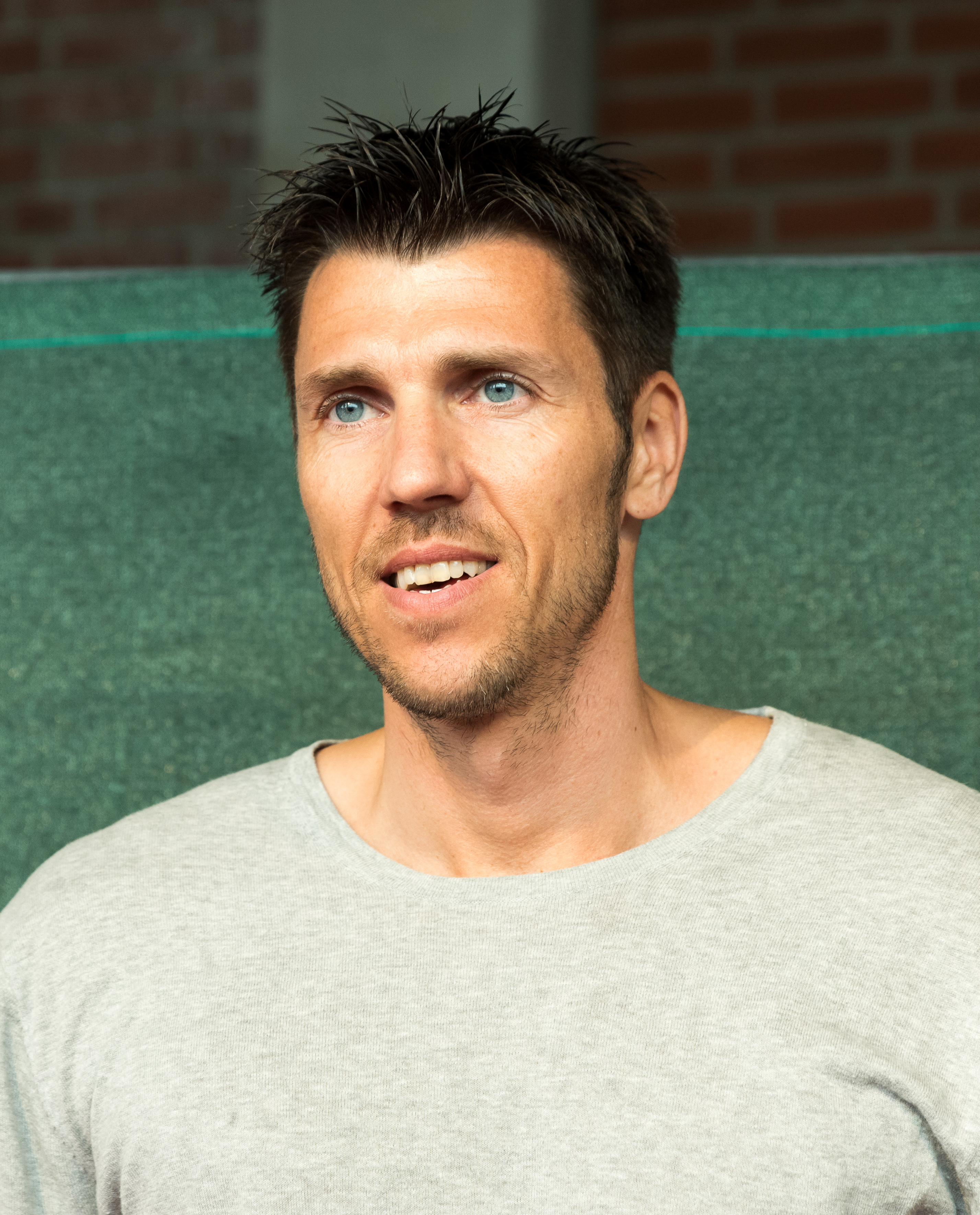
Fabian Boll (* 1979)

- Boll, Franz (1805–1875), deutscher Theologe und Historiker
- Boll, Franz (1849–1879), deutscher Mediziner und Physiologe
- Boll, Franz (1867–1924), deutscher Altphilologe und Bibliothekar
- Boll, Franz Christian (1776–1818), deutscher Theologe und Neubrandenburger Pastor
- Boll, Friedhelm (* 1945), deutscher Zeithistoriker
- Boll, Hans (1923–2016), deutscher Komponist
- Böll, Heinrich (1917–1985), deutscher Schriftsteller und Literatur-NobelpreisträgerHeinrich Böll (1917–1985)
- Boll, Heinz (* 1915), deutscher Turner

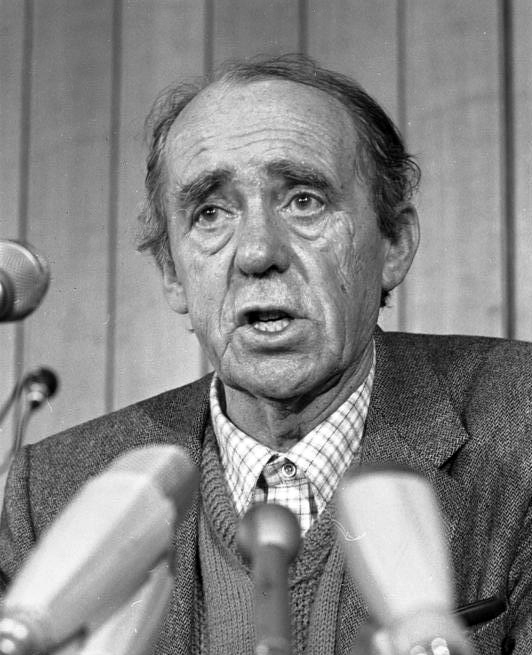
Heinrich Böll (1917–1985)

- Boll, Ilka (1923–1985), deutsch-polnische Theaterdramaturgin, Übersetzerin und Regisseurin
- Boll, Jared (* 1986), US-amerikanischer Eishockeyspieler
- Boll, Johann Friedrich (1801–1869), Schweizer Pfarrer
- Boll, Karl (1898–1991), deutscher evangelischer Pastor und Psychologe
- Boll, Kuno (1922–2008), deutscher Bauingenieur
- Boll, Madeleine (* 1953), Schweizer Fussballspielerin
- Böll, Manfred (* 1944), österreichischer Schauspieler und Hörspielsprecher
- Boll, Moritz (* 1994), deutscher Filmregisseur
- Böll, Nicolas (* 1965), deutscher Schauspieler und Synchronsprecher
- Boll, Otto (1920–2013), deutscher Kommunalpolitiker
- Boll, Otto (* 1952), deutscher Bildhauer
- Boll, Patrick G. (* 1987), deutscher Schauspieler
- Boll, Paul (* 1986), deutscher Eiskunstläufer
- Böll, Raimund (1947–1982), deutscher Bildhauer
- Boll, Reinholdt (1825–1897), norwegischer Marine- und Landschaftsmaler
- Böll, René (* 1948), deutscher Maler und Verleger
- Boll, Rodney (1952–2021), kanadischer Sportschütze
- Boll, Timo (* 1981), deutscher TischtennisspielerTimo Boll (* 1981)

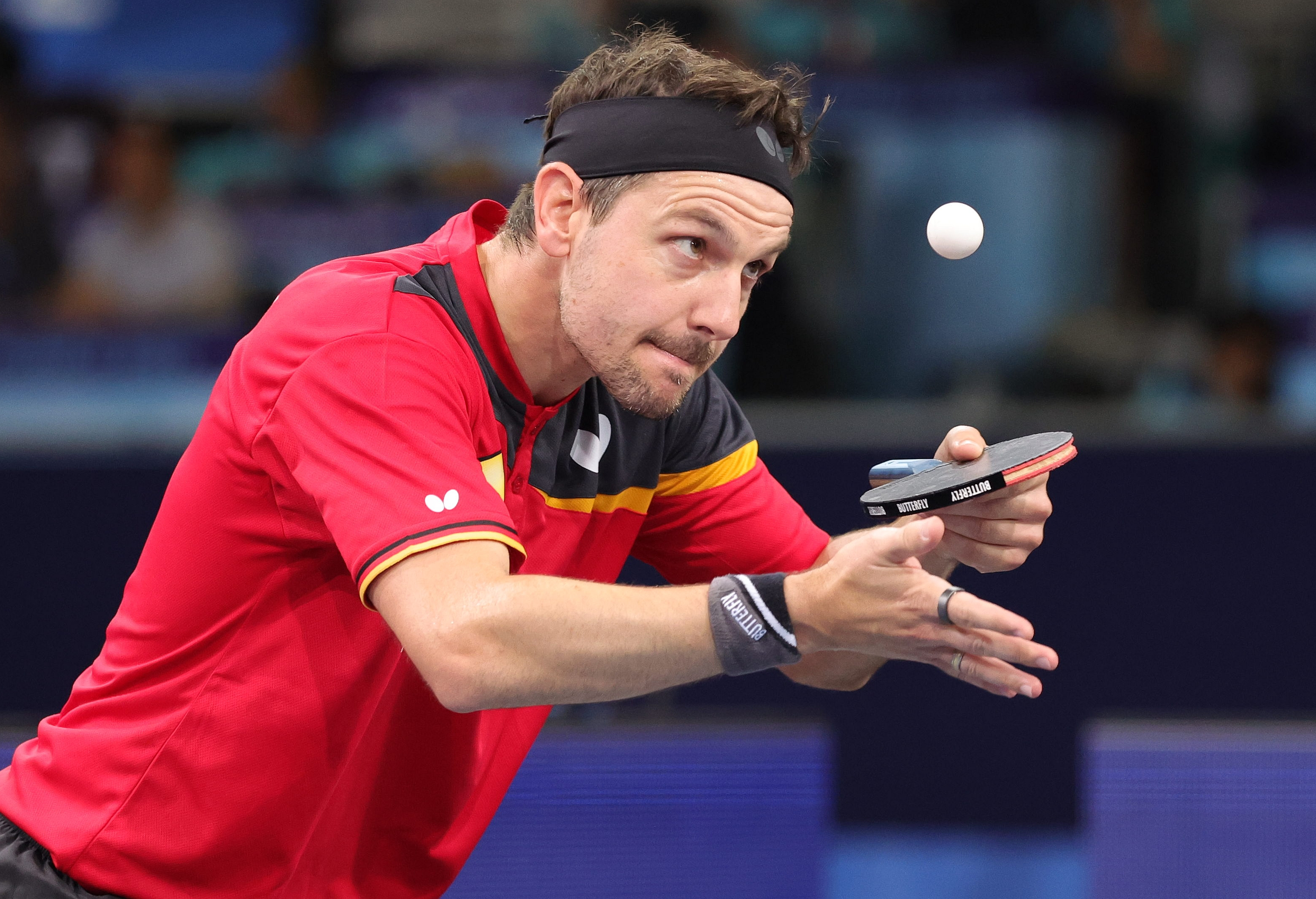
Timo Boll (* 1981)

- Boll, Uli (* 1962), deutscher Skispringer
- Boll, Uwe (* 1965), deutscher Regisseur und Filmproduzent
- Böll, Viktor (1948–2009), deutscher Kulturschaffender und Leiter des Heinrich-Böll-Archivs
- Boll, Walter (1900–1985), deutscher Kunsthistoriker
- Boll-Dornberger, Katharina (1909–1981), österreichisch-deutsche Physikerin

#### Bolla
- Bolla, Achille, italienischer Dokumentarfilmregisseur
- Bolla, Arnaldo (1885–1942), Schweizer Anwalt, Politiker, Gemeindepräsident, Tessiner Grossrat, Staatsrat, Ständerat und Nationalrat
- Bolla, Bendegúz (* 1999), ungarischer Fußballspieler
- Bolla, Cesare (1848–1922), Schweizer Ingenieur, Politiker, Tessiner Grossrat, Staatsrat und Nationalrat
- Bolla, Ferruccio (1911–1984), Schweizer Anwalt, Politiker, Stadtrat von Bellinzona und Tessiner Ständerat
- Bolla, Fulvio (1892–1946), Schweizer Journalist und Politiker (FDP)
- Bolla, Gábor (* 1988), ungarischer Jazzmusiker (Saxophone, Komposition)
- Bolla, Ines (1886–1953), Schweizer Sekundarlehrerin, Schulleiter, Politiker (FDP) und Gründerin des Lyceum-Clubs der italienischen Schweiz
- Bolla, Luigi (1813–1877), Schweizer Anwalt, Politiker, Tessiner Grossrat, Staatsrat und Ständerat
- Bolla, Plinio (1859–1896), Schweizer Anwalt, Politiker, Gemeindepräsident, Tessiner Grossrat, Staatsrat und Nationalrat
- Bolla, Plinio (1896–1963), Schweizer Anwalt, Bundesrichter, Politiker, Tessiner Grossrat und Professor an der Universität Pavia
- Bolla, Stefano (* 1946), Schweizer Anwalt, Notar, Lokalhistoriker und Publizist
- Bolla, Vittorio (1932–2002), italienischer Eishockeytorwart
- Bolla-Kotek, Sibylle (1913–1969), österreichische Rechtshistorikerin
- Bollacher, Martin (* 1940), deutscher Germanist und Literaturwissenschaftler
- Bollacher, Tilman (* 1964), deutscher Kommunalpolitiker (parteilos), Landrat im Landkreis Waldshut
- Bollack, Jean (1923–2012), französischer Philologe und Philosoph
- Bollack, Mayotte (1928–2024), französische Altphilologin und Literaturwissenschaftlerin
- Bollag, David (* 1958), Schweizer Rabbiner
- Bollag, Max G. (1913–2005), Schweizer Galerist
- Bollag, Peter (1945–1996), Schweizer Schauspieler
- Bollag, Walter (1911–2004), Schweizer Unternehmer
- Bollaín, Icíar (* 1967), spanische Schauspielerin, Filmregisseurin und Drehbuchautorin
- Bolland, Adrienne (1895–1975), französische Fliegerin und Testpilotin
- Bolland, Brian (* 1951), britischer Comiczeichner und -autor
- Bolland, Dave (* 1986), kanadischer Eishockeyspieler
- Bolland, Francis (* 2000), österreichischer Fußballspieler
- Bolland, G. J. P. J. (1854–1922), niederländischer Philosoph und Religionswissenschaftler
- Bolland, Gustav (1889–1978), deutscher Historiker und Publizist
- Bolland, Janice (* 1966), US-amerikanische Radrennfahrerin
- Bolland, Jasper (* 1986), niederländischer Fußballspieler
- Bolland, Jean (1596–1665), Jesuit und Historiker
- Bolland, Jürgen (1922–1974), deutscher Archivar und Historiker
- Bollandsås, Hans (* 1980), norwegischer Popsänger
- Bollandt, Heinrich (1578–1653), Bayreuther Hofmaler des ersten regierenden Bayreuther Markgrafen Christian
- Bollani, Stefano (* 1972), italienischer Jazzmusiker und Autor

#### Bolld
- Bolldén, Ernst (1966–2012), schwedischer Tischtennisspieler
- Bolldén, Sten-Olof (1914–1940), schwedischer Schwimmer
- Bolldorf, Karl Hermann (* 1948), deutscher Politiker (AfD)
- Bolldorf, Martin (* 1948), österreichischer Diplomat
- Bolldorf-Reitstätter, Martha (1912–2001), österreichische Architektin

#### Bolle
- Bolle, Arnold (1882–1973), Schweizer Politiker (PPN)
- Bolle, Bärbel (1941–2015), deutsche SchauspielerinBärbel Bolle (1941–2015)

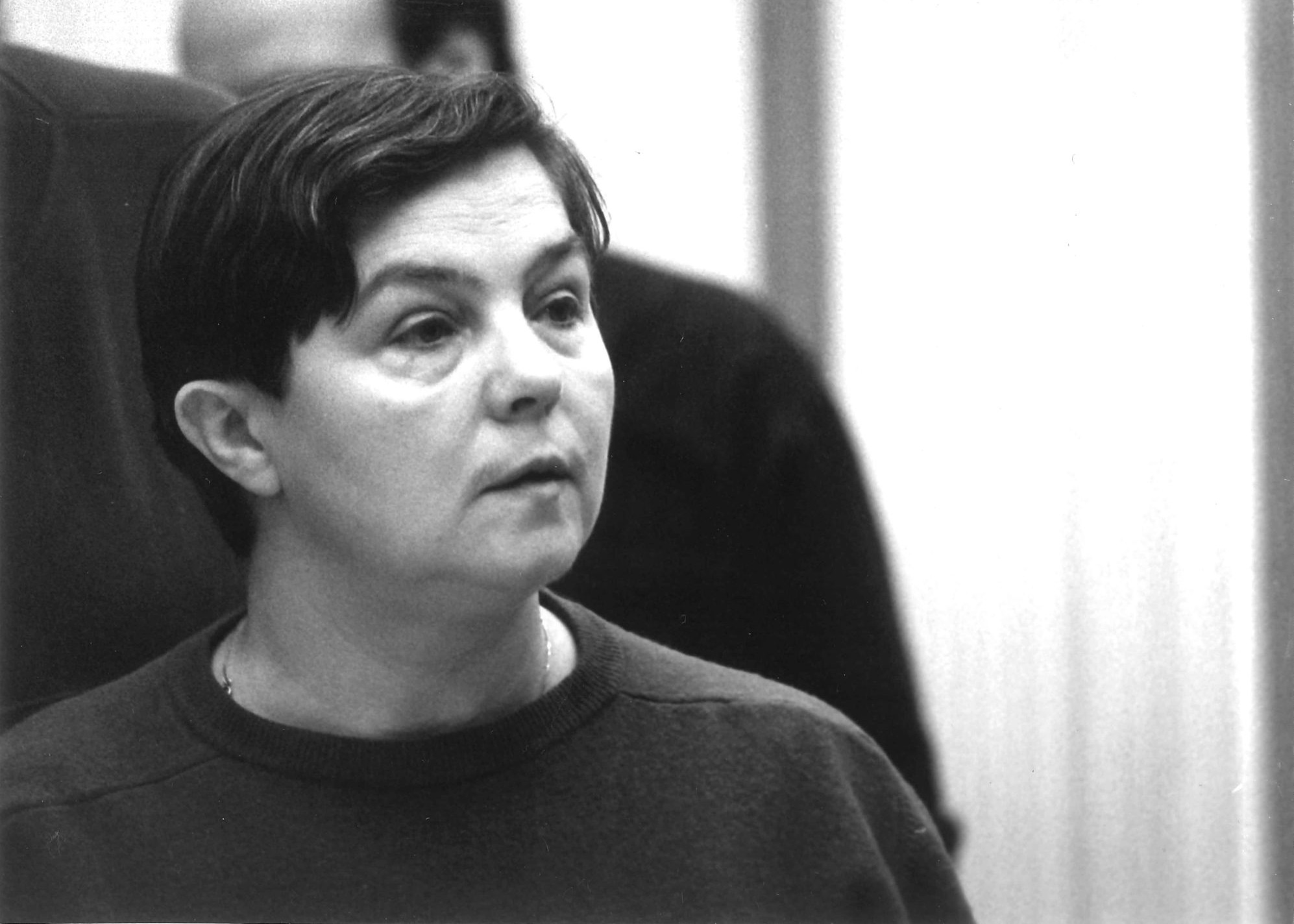
Bärbel Bolle (1941–2015)

- Bolle, Carl (1832–1910), deutscher Meiereibesitzer
- Bolle, Carl (1893–1955), deutscher Unternehmer, Jagdflieger im Ersten Weltkrieg
- Bolle, Carl August (1821–1909), deutscher Naturforscher und Sammler
- Bolle, Catherine (* 1956), Schweizer Graphikerin, Malerin und Bildhauerin
- Bolle, Eivind (1923–2012), norwegischer Politiker (Arbeiderpartiet), Mitglied des Storting
- Bolle, Frank (1924–2020), US-amerikanischer Comiczeichner
- Bolle, Friedel (1947–2021), deutscher Ökonom und Hochschullehrer
- Bolle, Friedrich Franz (1905–1999), deutscher Botaniker
- Bolle, Fritz (1908–1982), deutscher Zoologe und Autor
- Bolle, Gabriela (* 2000), kolumbianische Radrennfahrerin
- Bolle, Gustav (1842–1902), deutscher Schriftsteller
- Bolle, Hans-Jürgen (1929–2013), deutscher Meteorologe
- Bollé, Hermann (1845–1926), kroatischer Architekt französisch-deutscher Herkunft
- Bolle, Michael (1941–2025), deutscher Wirtschaftswissenschaftler und Professor
- Bolle, Michel F. (* 1970), Schweizer Volleyballspieler
- Bolle, Mirjam (* 1917), niederländische Holocaust-Überlebende und Autorin
- Bolle, Rainer (* 1960), deutscher Religionspädagoge
- Bolle, Roberto (* 1975), italienischer BalletttänzerRoberto Bolle (* 1975)

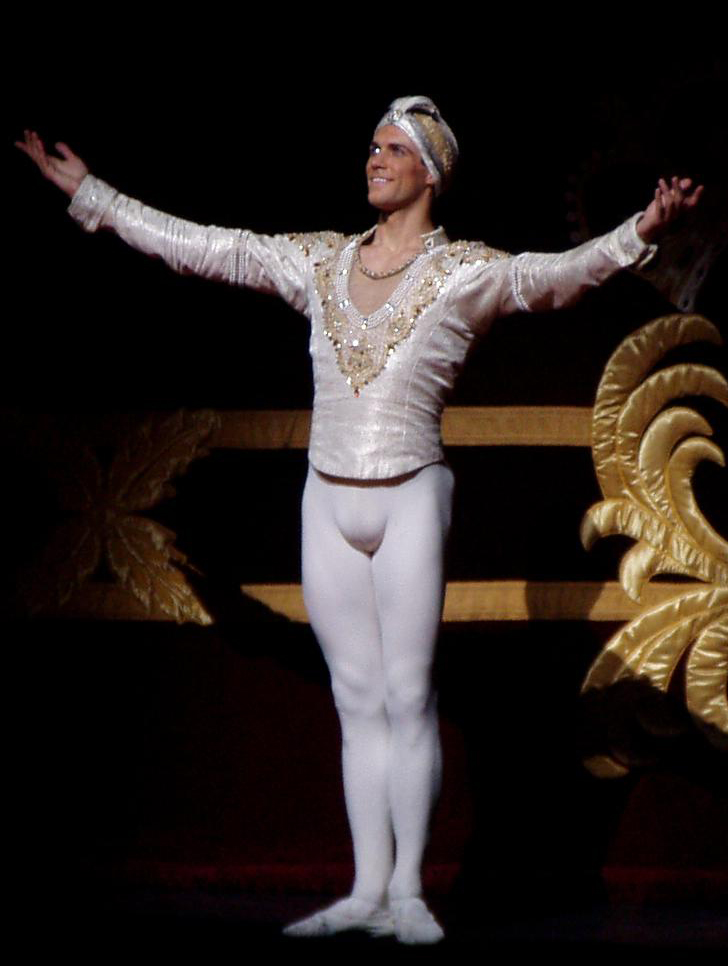
Roberto Bolle (* 1975)

- Bollée, Amédée (1844–1917), französischer Glockengießer und Automobilpionier
- Bollée, Annegret (1937–2021), deutsche Romanistin und Sprachwissenschaftlerin
- Bollée, Élodie (* 1984), französische Schauspielerin
- Bollée, Léon (1870–1913), französischer Automobilproduzent und Erfinder
- Bollegraf, Manon (* 1964), niederländische Tennisspielerin
- Bolleman, Max (* 1944), niederländischer Jazzmusiker (Schlagzeug), Tontechniker und Musikproduzent
- Bollen, Clemens (* 1948), deutscher Politiker (SPD), MdB
- Bollen, Florian (* 1965), deutscher Geschäftsmann
- Bollenbach, Chris (* 1972), deutscher Politiker (CDU), MdL
- Bollenback, Paul (* 1959), US-amerikanischer Jazzmusiker
- Bollenbeck, Georg (1947–2010), deutscher Germanist und Kulturwissenschaftler
- Bollenberg, Wilhelm (* 1941), deutscher Radrennfahrer
- Bollenberger, Raimund (1965–2019), österreichischer Jurist und Universitätsprofessor
- Bollenhagen, Hermann (* 1902), deutscher Jurist, Richter am Bundesfinanzhof
- Bollenrath, Johann Chrysanth (1697–1776), deutscher Maler des Barocks
- Bollenrath, Karl (1911–1999), deutscher Dirigent, Begründer der Mehringer Winzerfestspiele (1932)
- Boller, Alfred (1922–2010), deutscher Fußballspieler
- Boller, Alfred P. (1840–1912), US-amerikanischer Bauingenieur und Brückenbauer
- Boller, Aloys (1825–1882), deutsch-schweizerischer Bildhauer und Steinmetz des späten Klassizismus und des Historismus
- Boller, Anton (1811–1869), österreichischer Sprachwissenschaftler und Hochschullehrer
- Boller, Danton (* 1972), US-amerikanischer Jazzmusiker (Kontrabass)
- Boller, David (* 1968), Schweizer Comiczeichner, Comicautor und Verleger
- Boller, Denise (* 1982), österreichische Kunstradfahrerin
- Boller, Hanggi (1921–2007), Schweizer Eishockeyspieler und Eishockeytrainer
- Boller, Heinrich (1821–1877), Schweizer Industrieller und Politiker
- Boller, Jan (* 2000), deutscher FußballspielerJan Boller (* 2000)

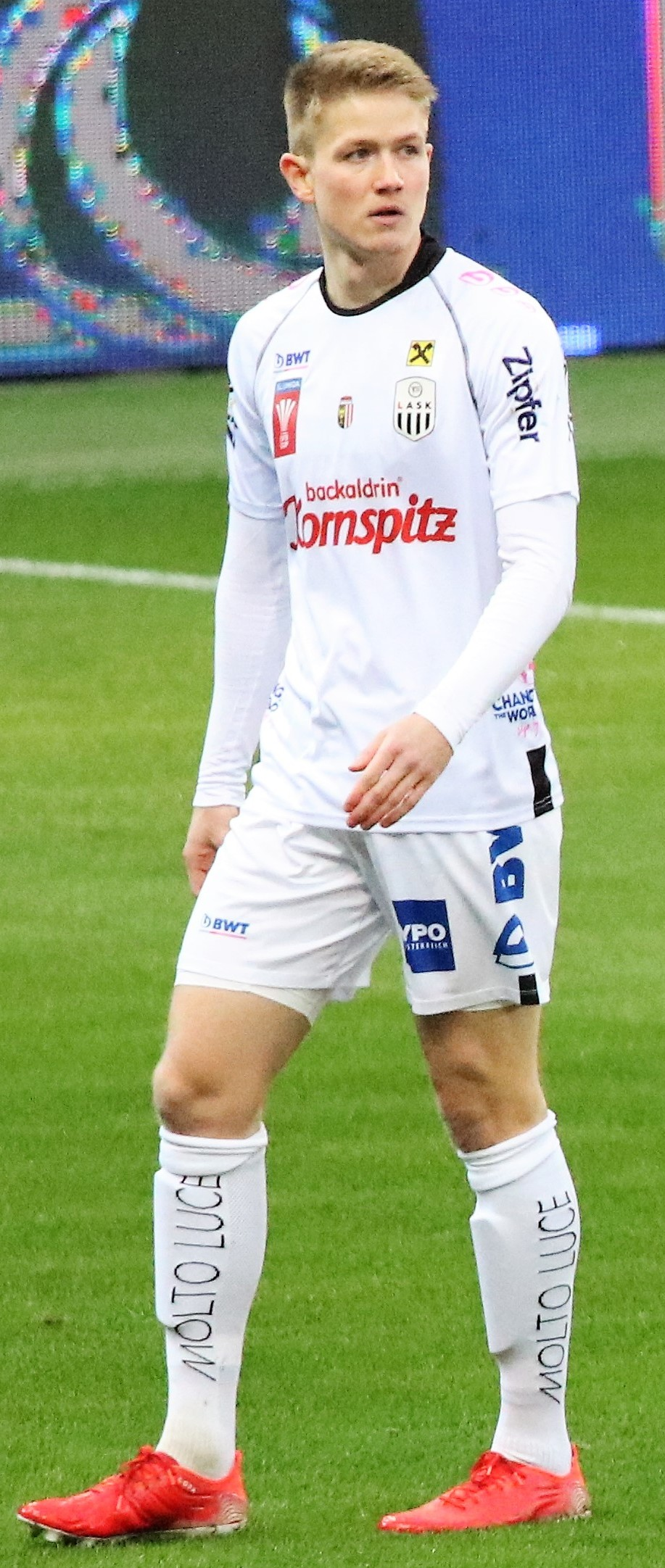
Jan Boller (* 2000)

- Boller, Jürg (* 1940), Schweizer Radrennfahrer
- Boller, Kyle (* 1981), US-amerikanischer Footballspieler
- Boller, Ludwig (1862–1896), deutscher Maler
- Boller, Max (1897–1974), Schweizer Mediziner und Maler
- Boller, Sascha (* 1984), deutscher Fußballspieler
- Boller, Thomas (* 1949), Schweizer Botaniker
- Boller, Thomas (* 1958), deutscher Astrophysiker
- Boller, Walter (* 1951), deutscher Hochspringer
- Boller, Wilhelm (1835–1921), deutscher Tapetenfabrikant
- Boller, Wilhelm (1904–1943), deutscher Widerstandskämpfer gegen das Nazi-Regime
- Boller, Willi (1922–2006), deutscher Flottillenadmiral (Marine der Bundeswehr)
- Bollermann, Gerd (* 1949), deutscher Politiker (SPD), MdL
- Böllersen, Wilhelm (1905–1998), deutscher Politiker (SPD), MdL
- Bollerslev, Tim (* 1958), dänischer Ökonom
- Bollert, Arthur (1870–1951), deutscher Verwaltungsbeamter und -richter
- Bollert, Christian (* 1982), deutscher Journalist
- Bollert, Erich (1883–1952), deutscher Jurist und Ministerialbeamter
- Bollert, Franz (1836–1914), deutscher Verwaltungsbeamter und Parlamentarier
- Bollert, Gerhart (1870–1947), deutscher Jurist, Kunstsammler und Politiker, MdR
- Böllert, Karin (* 1958), deutscher Sozialpädagogin
- Bollert, Karl (1881–1964), deutscher Pädagoge und Physiker
- Bollert, Martin (1876–1968), deutscher Bibliothekar und Einbandforscher
- Bollerud, Mona (* 1968), norwegische Biathletin
- Bolles, Garett (* 1992), US-amerikanischer American-Football-Spieler
- Bolles, Richard Nelson (1927–2017), US-amerikanischer Pastor und Sachbuchautor
- Bolles, Stephen (1866–1941), US-amerikanischer Politiker
- Bolles-Wilson, Julia (* 1948), deutsche Architektin
- Bollestad, Olaug (* 1961), norwegische Politikerin, Mitglied des Storting, Landwirtschaftsministerin
- Bollet, Charles (1874–1951), französischer Turner
- Bolleter, Heinrich (* 1941), Schweizer Geistlicher
- Bollettieri, Nick (1931–2022), US-amerikanischer TennistrainerNick Bollettieri (1931–2022)

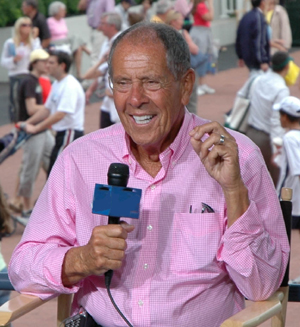
Nick Bollettieri (1931–2022)

- Bolley, Christian Friedrich (1763–1824), württembergischer Oberamtmann
- Bolley, Hannsjosef (1900–1981), deutscher Regisseur und Theaterintendant
- Bolley, Karl Eberhard (1765–1821), württembergischer Verwaltungsbeamter
- Bolley, Pompejus (1812–1870), Chemiker, Mineraloge und Hochschullehrer, Mitbegründer der ETH Zürich
- Bolley, Serge (* 1944), französischer Radrennfahrer
- Bolleyer, Fritz (1923–1991), deutscher Fußballspieler
- Bolleyer, Nicole (* 1978), deutsche Politikwissenschaftlerin

#### Bollh
- Bollhagen, Günther (1927–2014), deutscher Hörfunksprecher, -moderator und Komponist
- Bollhagen, Hedwig (1907–2001), deutsche Keramikerin, Mitbegründerin der HB-Werkstätten für KeramikHedwig Bollhagen (1907–2001)

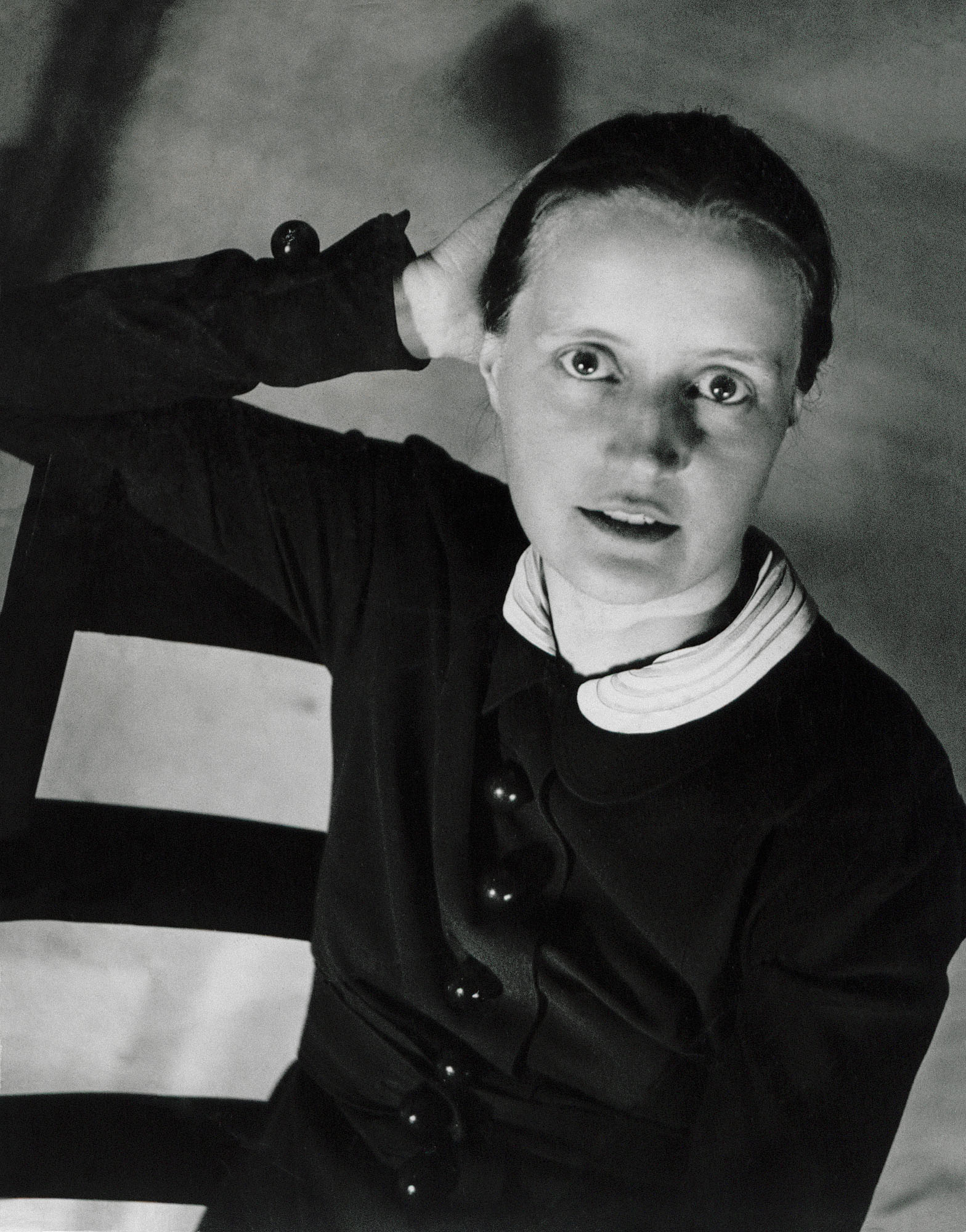
Hedwig Bollhagen (1907–2001)

- Bollhagen, Laurentius David (1683–1738), lutherischer Theologe, Generalsuperintendent von Pommern-Stettin
- Bollhagen, Otto (1861–1924), deutscher Stuben- und Dekorationsmaler
- Bollhagen, Peter (* 1959), deutscher Politiker (FDP) und Unternehmer

#### Bolli
- Bolli, Beat Heinrich (1858–1938), Schweizer Rechtsanwalt, Politiker und Diplomat
- Bolli, Frédéric (* 1953), Schweizer Komponist und Sänger
- Bolli, Hans Martin (1917–2007), Schweizer Geologe, Mikropaläontologe und Hochschullehrer
- Bolli, Jack (1923–2003), Schweizer Handballspieler
- Bolli, Margrit (1919–2017), Schweizer Funkerin der Roten Kapelle
- Bolli, Reto (* 1979), Schweizer Fußballtorhüter
- Bollier, Barbara (* 1958), amerikanische Politikerin
- Bollier, Rudolf (1815–1855), Schweizer Politiker und Richter
- Bolliet, Marine (* 1988), französische Biathletin
- Bollig, Brandon (* 1987), US-amerikanischer Eishockeyspieler
- Bollig, Heike (* 1973), deutsche Künstlerin
- Bollig, Hubert (1899–1986), deutscher Pädagoge und Widerstandskämpfer gegen den Nationalsozialismus
- Bollig, Johann (1821–1895), deutscher Jesuit und Orientalist
- Bollig, Joseph (1906–1983), deutscher Politiker (CDU), MdL
- Bollig, Marianne (* 1945), deutsche Sprinterin
- Bollig, Michael (* 1961), deutscher Ethnologe
- Bollig, Richard (1887–1964), deutscher Politiker und Oberbürgermeister
- Bollig, Sabine (* 1971), deutsche Erziehungswissenschaftlerin und Hochschullehrerin
- Bolliger, Adolf (1854–1931), Schweizer evangelischer Theologe, Pfarrer und Philosoph
- Bolliger, Albert (* 1937), Schweizer Organist
- Bolliger, Beat (1941–2008), Schweizer Koch
- Bolliger, Florian (* 1990), Schweizer Unihockeyspieler
- Bolliger, Herbert (1953–2025), Schweizer Manager
- Bolliger, Kurt (1919–2008), Schweizer Luftwaffenchef, Präsident des Schweizerischen Roten Kreuzes
- Bolliger, Matthias (* 1975), schweizerisch-deutscher Kameramann
- Bolliger, Max (1929–2013), Schweizer Schriftsteller und Kinderbuchautor
- Bolliger, Monika (* 1983), Schweizer Journalistin, Historikerin und Arabistin
- Bolliger, Peter (1937–2024), Schweizer Ruderer
- Bolliger, Rodolphe (1878–1952), Schweizer Maler und Zeichner
- Bolliger, Roger (* 1974), Schweizer Paracycler
- Bolliger, Silvan (* 1992), Schweizer Unihockeyspieler
- Bolliger, Stefan (* 1968), Schweizer Lichtdesigner
- Bollin, Eugen (* 1939), Schweizer Benediktiner, Bildender Künstler, Kunstpädagoge und Lyriker
- Bollin, Jörg (* 1980), deutscher Blasmusikkomponist und Orchesterleiter
- Bollin-Flade, Dagmar (* 1956), deutsche Unternehmerin
- Bolling, Alexander R. (1895–1964), US-amerikanischer Offizier, Generalleutnant der US-Army
- Bölling, Anna (* 1980), deutsche Politikerin (CDU)
- Bolling, Bill (* 1957), US-amerikanischer Politiker
- Bolling, Björn (* 1936), schwedischer Fußballtrainer
- Bolling, Claude (1930–2020), französischer Jazzmusiker (Piano), Komponist und Musikproduzent
- Bolling, Eric (* 1963), US-amerikanischer Fernsehmoderator und -kommentator
- Bölling, Friedrich (1844–1899), preußischer Generalmajor
- Bolling, Jo (* 1941), deutscher Schauspieler
- Bölling, Jörg (* 1974), deutscher katholischer Kirchenhistoriker und Historiker
- Bölling, Karl-Heinz (* 1947), deutscher Hörspielautor
- Bölling, Klaus (1928–2014), deutscher PublizistKlaus Bölling (1928–2014)

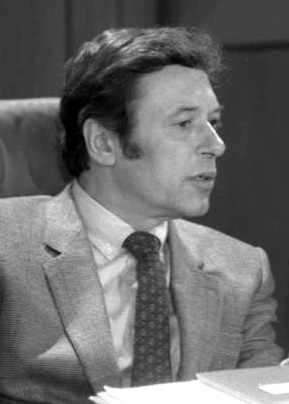
Klaus Bölling (1928–2014)

- Bölling, Lars-Arne (* 1944), schwedischer Skilangläufer
- Bölling, Rainer (* 1944), deutscher Pädagoge und Historiker
- Bölling, Reinhard (* 1944), deutscher Mathematiker (Zahlentheorie) und Mathematikhistoriker
- Bolling, Richard Walker (1916–1991), US-amerikanischer Politiker
- Bolling, Tiffany (* 1947), amerikanische Sängerin, Schauspielerin und TV-Moderatorin
- Bölling-Moritz, Cordula (1919–1995), deutsche Journalistin und Schriftstellerin
- Bollinger, Alfred (1896–1992), Schweizer Journalist und Politiker (FDP)
- Bollinger, Alfred (1932–2015), Schweizer Mediziner, Professor für Angiologie
- Bollinger, Alun (* 1948), neuseeländischer Kameramann
- Bollinger, Andrina (* 1991), Schweizer Sängerin, Performerin, Instrumentalistin und Komponistin
- Bollinger, Armin (1913–1995), Schweizer Historiker und Schriftsteller
- Bollinger, Bill (1939–1988), US-amerikanischer Künstler
- Bollinger, Erwin (* 1962), Schweizer Diplomat
- Bollinger, Ferdinand, deutscher Radierer und Lithograf
- Bollinger, Friedrich (1885–1945), Schweizer Fussballspieler
- Bollinger, Friedrich Wilhelm (1777–1825), deutscher Kupferstecher
- Bollinger, Gottfried (1883–1978), Schweizer Zoologe
- Bollinger, Hans (* 1949), deutscher Lehrer und Musiker
- Bollinger, Hans (* 1962), Schweizer Gleitschirmpilot
- Bollinger, Heinrich (1916–1990), deutscher Widerstandskämpfer, Philosoph und Hochschullehrer
- Bollinger, Hermann (1937–2015), deutscher Schmied und Politiker (CDU), MdL Mecklenburg-Vorpommern
- Bollinger, Jan (* 1977), deutscher Politiker (AfD), MdLJan Bollinger (* 1977)

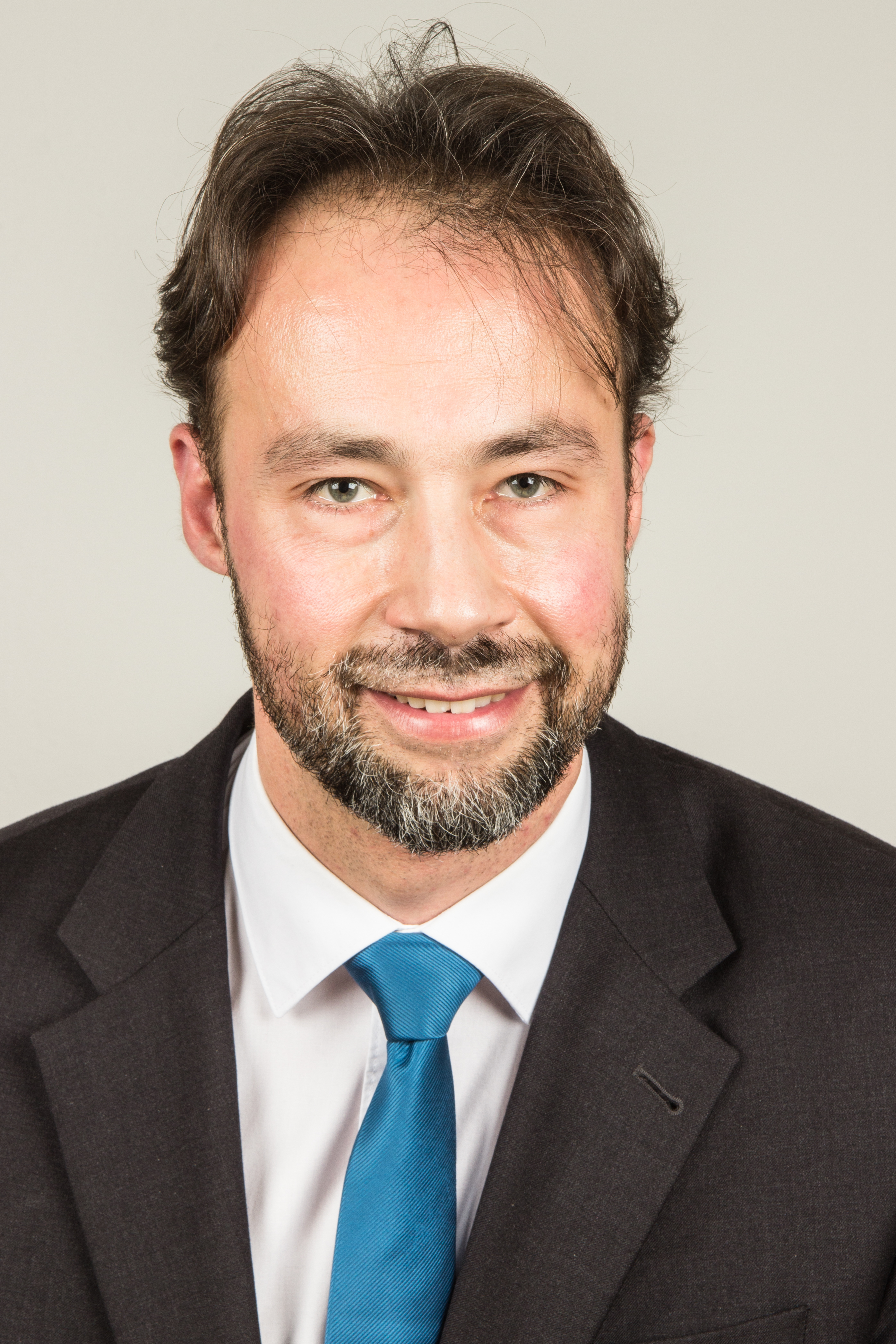
Jan Bollinger (* 1977)

- Bollinger, John (* 1950), US-amerikanischer Autor, Finanzanalyst, Trader
- Bollinger, Joseph Jacob (1803–1884), deutscher Champagnerproduzent und Gründer des Champagnerhauses Bollinger
- Bollinger, Klaus (* 1952), deutscher Bauingenieur
- Bollinger, Lee C. (* 1946), US-amerikanischer Jurist, Hochschullehrer und Universitätspräsident
- Bollinger, Lilitt (* 1970), Schweizer Architektin
- Böllinger, Lorenz (* 1944), deutscher Rechtswissenschaftler, emeritierter Professor
- Bollinger, Lowell (1923–2014), US-amerikanischer Physiker
- Bollinger, Matthias (1858–1961), deutscher Förster und Hegemeister
- Bollinger, Max (* 1917), Schweizer Radrennfahrer
- Bollinger, Otto von (1843–1909), deutscher Pathologe und Anatom
- Bollinger, Stefan (* 1954), deutscher Politikwissenschaftler und Historiker
- Bollinger, Susanne (* 1974), Schweizer Richterin
- Bollinger, Sven, deutscher Regisseur von Musikvideos und Werbefilmen
- Bollinger, Wilhelm (1919–1975), deutscher Chemiker und Widerstandskämpfer gegen den Nationalsozialismus
- Bollini Shaw, Carlos María (* 1903), argentinischer Diplomat
- Bollini, Adolfo Alfredo (* 1905), argentinischer Diplomat
- Bollini, Bruno (1933–2015), französischer Fußballspieler
- Bollini, Francisco (1845–1921), argentinischer Architekt, Bürgermeister von Buenos Aires
- Bollini, Gianluca (* 1980), san-marinesischer Fußballspieler
- Bollini, Marino (1933–2020), san-marinesischer Politiker, Staatsoberhaupt von San Marino
- Bollini, Paolo (* 1960), san-marinesischer Politiker
- Bollipalli, Rithvik Choudary (* 2001), indischer Tennisspieler
- Bollius, Daniel, deutscher Komponist und Orgelsachverständiger des Frühbarock

#### Bollj
- Bolljahn, Johann (1862–1928), deutscher Lehrer, Rektor der kaiserlichen Deutschen Sprachschule in Korea

#### Bollm
- Bollman, Wendel (1814–1884), US-amerikanischer autodidaktischer Bauingenieur
- Bollmann, Adolf (* 1937), deutscher Filmregisseur und Unternehmer
- Bollmann, Albert (1889–1959), deutscher Fußballspieler
- Bollmann, Carl (1833–1891), deutscher Politiker und Oberbürgermeister von Bochum
- Bollmann, Christian (* 1949), deutscher Obertonsänger, Chorleiter und Trompeter
- Bollmann, Christian (* 1989), deutscher American-Football-Spieler
- Bollmann, Diedrich (1875–1935), deutscher Architekt
- Bollmann, Emil (1885–1955), Schweizer Landschafts- und Figurenmaler, Grafiker und Illustrator der Düsseldorfer Schule
- Bollmann, Ernst (1899–1974), deutscher Politiker (NSDAP), MdL
- Bollmann, Friedrich Wilhelm Emil (1825–1892), deutscher Maler und Reproduktionsgraphiker
- Bollmann, Fritze (1852–1901), Frisör in Brandenburg, unfreiwilliges Original
- Böllmann, Georg (1866–1933), tschechoslowakischer Politiker und Parlamentsabgeordneter
- Bollmann, Gerd (1928–2009), deutscher Sprecher
- Bollmann, Gerd (1947–2017), deutscher Politiker (SPD), MdB
- Bollmann, Gereon (* 1953), deutscher Jurist und Politiker (AfD)
- Bollmann, Günter (* 1973), deutscher Jazzmusiker
- Bollmann, Hannelore (1925–2023), deutsche Filmschauspielerin
- Bollmann, Hans (1894–1945), deutscher Journalist
- Bollmann, Hans-Heinz (1889–1974), deutscher Opern- und Operettensänger (Tenor)
- Bollmann, Hendrik (* 1982), deutscher Politiker (SPD), Bundestagsabgeordneter
- Bollmann, Horst (1925–2014), deutscher SchauspielerHorst Bollmann (1925–2014)

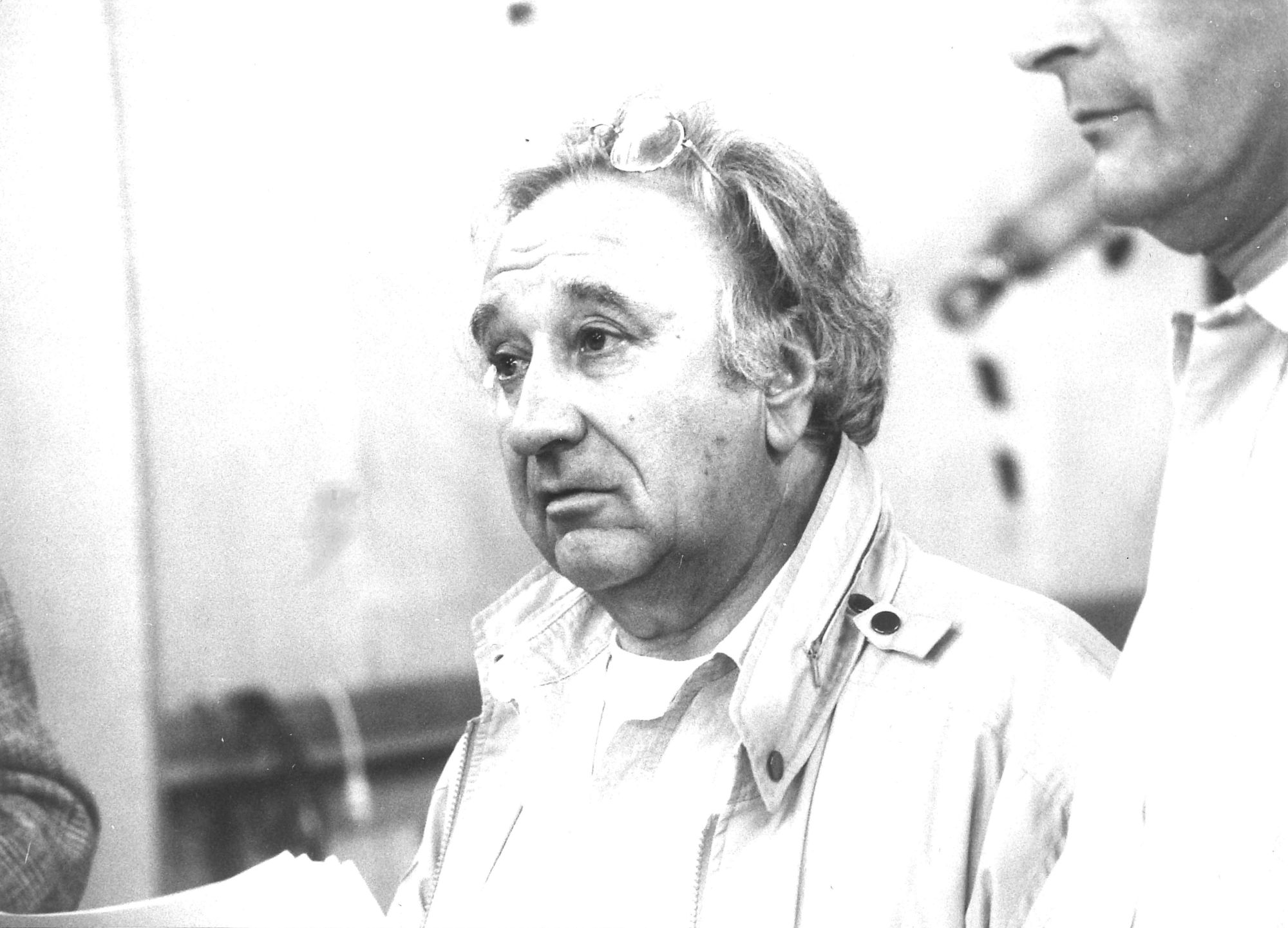
Horst Bollmann (1925–2014)

- Bollmann, Johannes (1873–1944), deutscher Jurist und Bremer Finanzpräsident
- Bollmann, Jörg (* 1958), deutscher Journalist
- Bollmann, Justus Erich (1769–1821), deutscher Arzt, Politiker, Unternehmer
- Bollmann, Ludwig (1773–1820), deutscher lutherischer Theologe
- Bollmann, Markus (* 1981), deutscher Fußballspieler und -trainerMarkus Bollmann (* 1981)

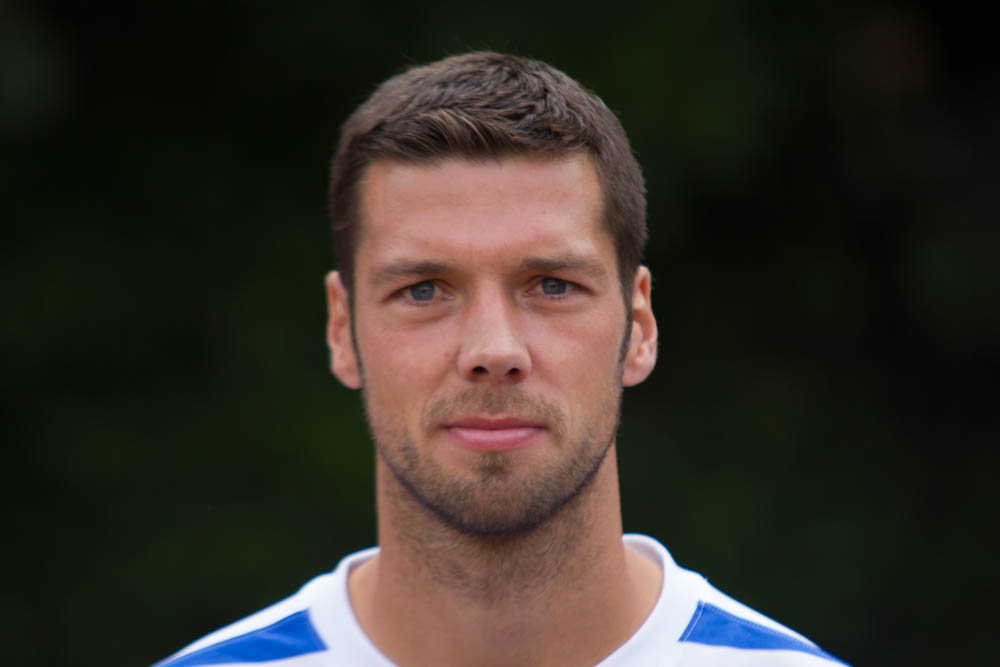
Markus Bollmann (* 1981)

- Bollmann, Minna (1876–1935), deutsche Politikerin (SPD), MdNV, MdL
- Bollmann, Moritz (* 2000), deutscher Rennrodler
- Bollmann, Paul (1885–1944), deutscher Maler und Grafiker
- Bollmann, Ralph (* 1969), deutscher Journalist und Publizist
- Bollmann, Rolf (* 1948), Schweizer Fußballspieler
- Bollmann, Rolf, deutscher Kinderschauspieler
- Bollmann, Sigmund (1845–1918), deutscher Theaterschauspieler und Sänger
- Bollmann, Stefan (* 1958), deutscher Lektor und Autor
- Bollmann, Theodor (1845–1913), deutscher Theaterschauspieler
- Bollmann, Wilhelm Adolf (1905–1991), deutscher Agrarwissenschaftler
- Bollmeier, Nadine (* 1981), deutsche Tischtennisspielerin
- Bollmeyer, Karl (1887–1982), deutscher Kaufmann und Präses der Handelskammer Bremen
- Bollmus, Reinhard (1933–2019), deutscher Historiker

#### Bolln
- Bolln, Stefan (* 1970), deutscher Politiker (SPD), MdL
- Bollnow, Auguste (1874–1942), deutsche Widerstandskämpferin
- Bollnow, Hermann (1906–1962), deutscher Historiker
- Bollnow, Otto (1877–1959), deutscher Schullehrer und Heimatforscher in Pommern
- Bollnow, Otto Friedrich (1903–1991), deutscher Philosoph und Pädagoge

#### Bollo
- Bollobás, Béla (* 1943), ungarisch-britischer Mathematiker
- Bollon, Fabrice (* 1965), französischer Dirigent und Komponist
- Bolloré, Thierry (* 1963), französischer Manager
- Bolloré, Vincent (* 1952), französischer Geschäftsmann, Industrieller und Corporate RaiderVincent Bolloré (* 1952)

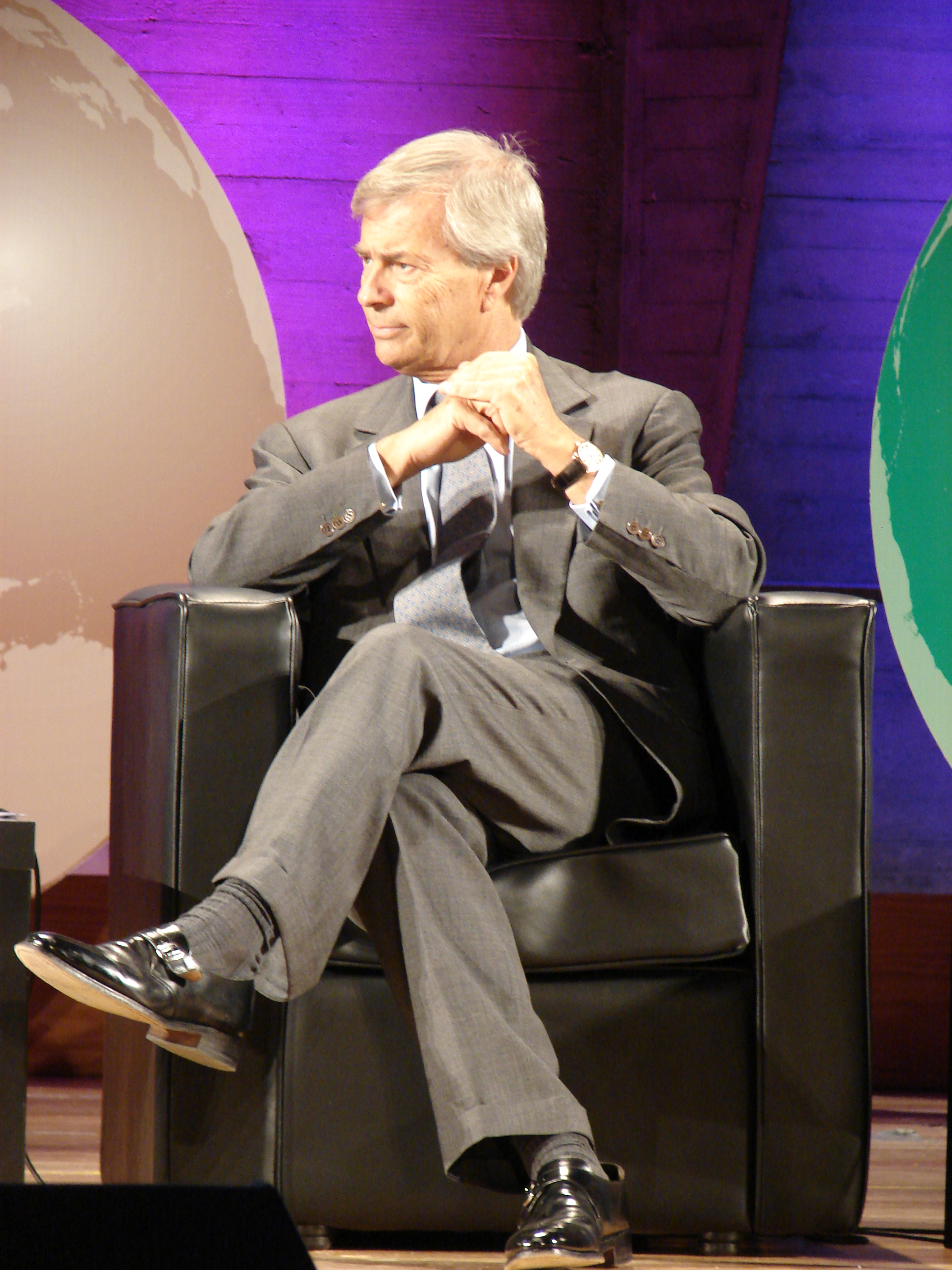
Vincent Bolloré (* 1952)

- Bollow, Hein (1920–2020), deutscher Jockey und Trainer im deutschen Galoppsport
- Bollow, Karl-Wilhelm (* 1952), deutscher Flottillenadmiral
- Bollow, Maike (* 1963), deutsche Schauspielerin

#### Bolls
- Bollschweiler, Hugo (* 1970), Schweizer Dirigent, Violist, Komponist, Texter, Lyriker und Librettist
- Bollschweiler, Jakob Friedrich (1888–1938), deutscher Tiermaler
- Bollschweiler, Oskar (* 1935), deutscher Vibraphonist
- Bollstatter, Konrad, Berufsschreiber

#### Bollw
- Bollwage, Max (1927–2022), deutscher Grafikdesigner, Schriftsetzer, Kalligraf, Lehrer und Autor
- Bollwahn, Barbara (1964–2018), deutsche Journalistin und Jugendbuchautorin
- Bollwahn, Wilhelm (1930–2008), deutscher Veterinärmediziner
- Bollweg, Otto (1857–1927), deutscher Architekt
- Bollwerk, Matthias (* 1986), deutscher Musicaldarsteller, Schauspieler, Sänger und Songwriter

#### Bolly
- Bolly, Mathis (* 1990), norwegisch-ivorischer Fußballspieler

### Bolm
- Bolm, Andreas (* 1971), deutscher Filmemacher und Musiker
- Bolm, Carsten (* 1960), deutscher Chemiker
- Bolm, Jeremy (* 1983), US-amerikanischer Musiker
- Bolm, Kirsten (* 1975), deutsche Leichtathletin
- Bolmaro, Leandro (* 2000), argentinisch-italienischer Basketballspieler

### Bolo
- Bolo, Yami (* 1970), jamaikanischer Reggaesänger
- Bolocco, Cecilia (* 1965), chilenische Moderatorin und Schauspielerin im chilenischen FernsehenCecilia Bolocco (* 1965)

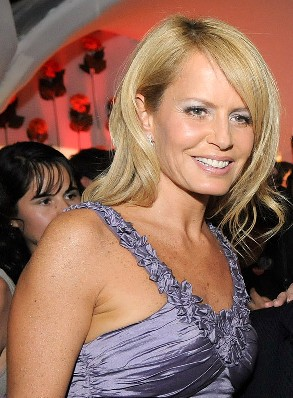
Cecilia Bolocco (* 1965)

- Bolofo, Koto (* 1959), lesothischer Regisseur, Kunst- und Modephotograph
- Bologa, Valeriu Lucian (1892–1971), Siebenbürger Medizinhistoriker
- Bologan, Viktor (* 1971), moldauischer Schachmeister
- Boloğlu, Nezih Ali (* 1964), türkischer Fußballtorwart
- Bologna 433, Maler von, griechischer Vasenmaler des rotfigurigen Stils
- Bologna, Ashley (* 2000), französische Kugelstoßerin
- Bologna, Joseph (1934–2017), US-amerikanischer Schauspieler und AutorJoseph Bologna (1934–2017)

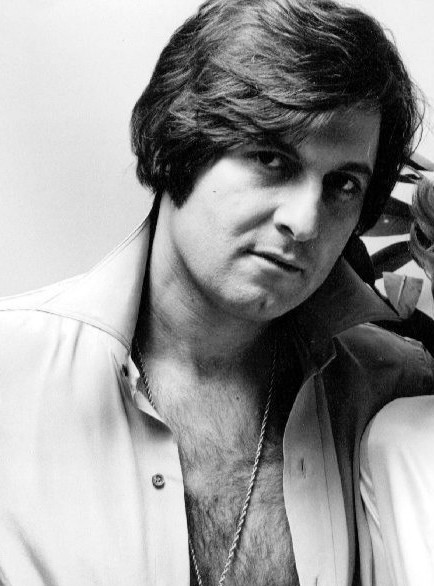
Joseph Bologna (1934–2017)

- Bologna, Paolo (* 1956), italienischer Regisseur und Drehbuchautor
- Bologna, Ugo (1917–1998), italienischer Schauspieler und Synchronsprecher
- Bolognani, Alessio (* 1983), italienischer Skispringer
- Bologne, Maurice (1900–1984), belgischer Politiker, Historiker und Linguist
- Bolognesi, Aureliano (1930–2018), italienischer Boxer
- Bolognesi, Francisco (1816–1880), peruanischer Großmarschall
- Bolognesi, Gemma (1894–1983), italienische Schauspielerin
- Bolognesi, Jacques (* 1947), französischer Jazzmusiker (Posaune, Piano, Akkordeon, Komposition)
- Bolognesi, Maria (1924–1980), italienische Katholikin, Selige
- Bolognesi, Silvia (* 1974), italienische Jazz- und Improvisationsmusikerin (Kontrabass, Komposition)
- Bolognetti, Giorgio (1595–1686), Bischof von Rieti
- Bolognini, Giancarlo (1938–2019), italienischer Politiker und Sportfunktionär
- Bolognini, Mauro (1922–2001), italienischer Filmregisseur
- Bolojan, Ilie (* 1969), rumänischer Politiker (PNL)Ilie Bolojan (* 1969)

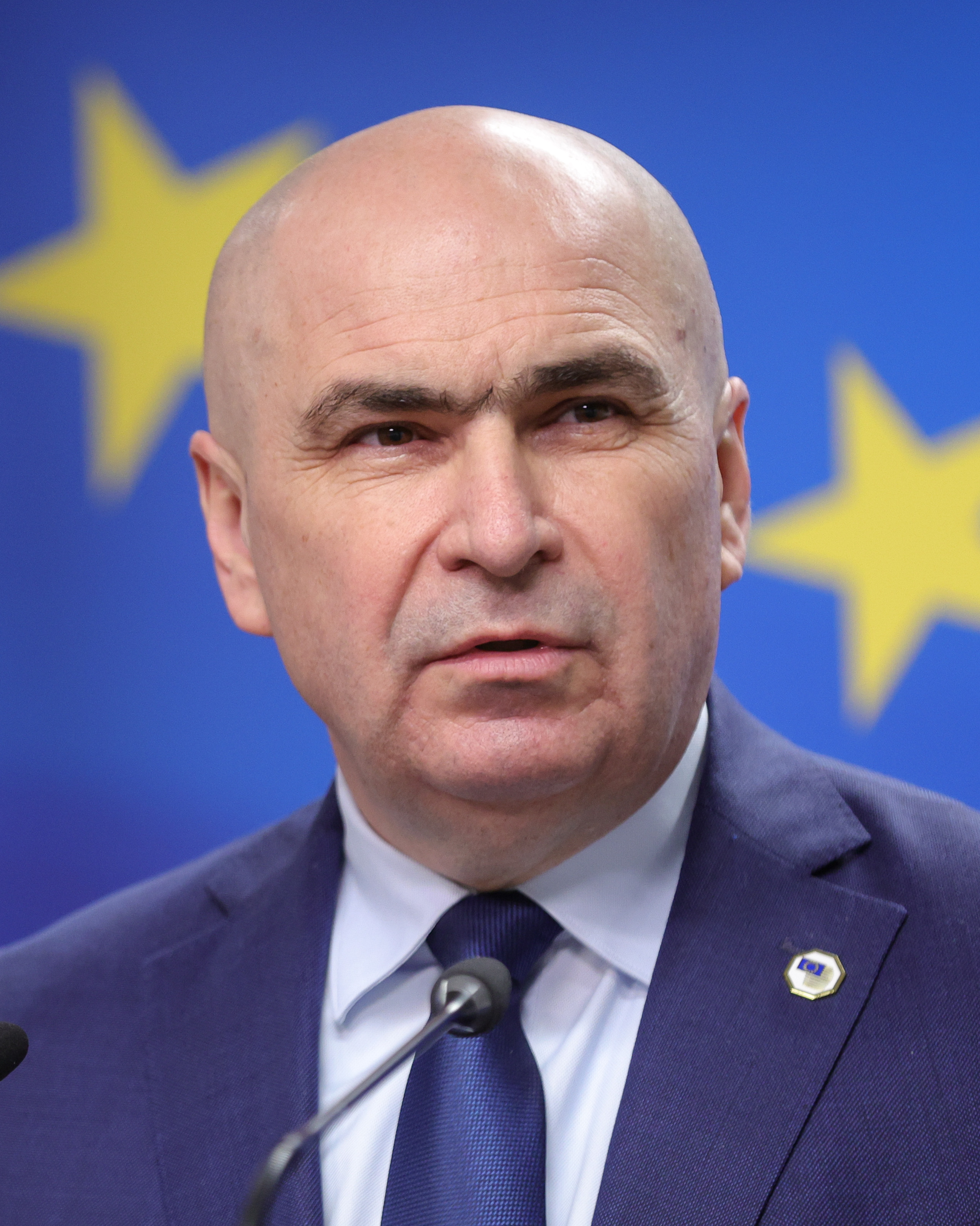
Ilie Bolojan (* 1969)

- Bolojan, Victor (1922–2004), rumänischer Politiker (PCR) und Diplomat
- Bolonek, Janusz (1938–2016), polnischer Geistlicher und Diplomat des Heiligen Stuhls
- Bolongaro Crevenna, Johannes (1807–1871), deutscher Mäzen, Kaufmann und Fabrikant
- Bolongaro, Josef Anton Franz (1796–1862), Politiker Freie Stadt Frankfurt
- Bolongo, Likulia (* 1939), zairischer Politiker
- Bölöni, László (* 1953), rumänischer Fußballspieler und -trainer
- Bolor, Tsolmon (* 1966), mongolischer Diplomat
- Bolor-Erdene, Chaltaryn (* 1975), mongolische Autorin und Journalistin
- Bolormaa, Chadschidsürengiin (* 1965), mongolische Mineralogie-Ingenieurin und Anwältin
- Bolortsetseg, Schirnengiin (* 1986), mongolische Biathletin und Skilanglauf
- Bolortujaa, Bat-Otschiryn (* 1997), mongolische Ringerin
- Bolos von Mendes, griechischer Autor
- Boloschew, Alexander Alexandrowitsch (1947–2010), sowjetischer Basketballspieler
- Bolotin, David (* 1944), US-amerikanischer Klassischer Philologe und Philosophiehistoriker
- Bolotin, Jacob (1888–1924), US-amerikanischer Arzt
- Bolotin, Wladimir Wassiljewitsch (1926–2008), russisch-sowjetischer Maschinenbauingenieur, Mechaniker und Hochschullehrer
- Bolotina, Sofia (* 2002), deutsche Schauspielerin
- Bolotnikow, Iwan Issajewitsch († 1608), russischer Leibeigener und Führer des großen russischen Bauernaufstands von (1606–1607)
- Bolotnikow, Pjotr Grigorjewitsch (1930–2013), sowjetischer Langstreckenläufer
- Bolotow, Andrei Timofejewitsch (1738–1833), russischer Agrarwissenschaftler
- Bolotow, Joasaf (1761–1799), russisch-orthodoxer Missionar, Bischof von Kodiak und Vikar der Diözese Irkutsk
- Bolotow, Waleri Dmitrijewitsch (1970–2017), ukrainischer prorussischer Aktivist
- Bolotowa, Jekaterina Wladimirowna (* 1992), russische Badmintonspielerin
- Bolotowsky, Ilya (1907–1981), russisch-amerikanischer Maler
- Bolotski, Wladimir (* 1969), russisch-portugiesischer Handballspieler
- Bolourie, Misha (* 1948), aserbaidschanischer Aktionskünstler, Maler und Lyriker
- Bolourizadeh, Padideh (* 1974), iranische Leichtathletin und Volleyballspielerin

### Bols
- Bols, Eric (1904–1985), britischer Generalmajor
- Bols, Hans (1900–1973), deutscher Politiker (DP, CDU), MdL
- Bols, Hans (1937–2005), deutscher Karnevals-Redner
- Bols, Jan (* 1944), niederländischer Eisschnellläufer
- Bols, Louis (1867–1930), britischer Offizier, Gouverneur von Bermuda
- Bolschakow, Nikolai Walerjewitsch (* 1977), russischer Skilangläufer
- Bolschakow, Sergei Wladimirowitsch (* 1988), russischer Langstreckenschwimmer
- Bolschanina, Marija Alexandrowna (1898–1984), russische Physikerin, Materialwissenschaftlerin und Hochschullehrerin
- Bölsche, Egon (1907–1970), deutscher Kapellmeister an verschiedenen Theatern Deutschlands
- Bölsche, Franz (1869–1935), deutscher Organist und Komponist
- Bölsche, Jakob († 1684), deutscher Komponist und Organist der norddeutschen Orgelschule
- Bölsche, Jochen (* 1945), deutscher Journalist und Autor
- Bölsche, Karl (1813–1891), deutscher Schriftsteller
- Bölsche, Wilhelm (1843–1893), deutscher Lehrer und Paläontologe
- Bölsche, Wilhelm (1861–1939), deutscher Schriftsteller und NaturforscherWilhelm Bölsche (1861–1939)

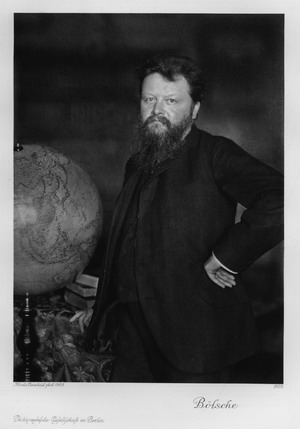
Wilhelm Bölsche (1861–1939)

- Bölsche-Teepe, Lieselotte (1924–1989), deutsche Malerin und Grafikerin
- Bölscher, Bernd (* 1947), deutscher Sachbuchautor und Militärhistoriker
- Bolschew, Login Nikolajewitsch (1922–1978), sowjetischer mathematischer Statistiker
- Bolschow, Wiktor Pawlowitsch (* 1939), sowjetischer Hochspringer
- Bolschowa, Walentyna (1937–2023), sowjetische Leichtathletin
- Bolschunow, Alexander Alexandrowitsch (* 1996), russischer Skilangläufer
- Bolschwing, Friedrich Ludwig von (1771–1813), preußischer Major und Landrat
- Bolschwing, Otto von (1909–1982), deutscher SS-Hauptsturmführer und CIA-Agent
- Bolschwing, Robert von (1836–1903), kurländischer Landesbeamter
- Bolschwing, Wilhelm von (1774–1842), preußischer Landrat und Offizier
- Bolsec, Jérôme-Hermès († 1584), theologischer Autor
- Bolsenbroek, Mike (* 1987), niederländischer Baseballspieler
- Bolshakova, Svetlana (* 1984), belgische Dreispringerin russischer Herkunft
- Bölsker, Franz (* 1957), deutscher Historiker
- Bolsmann, Birgitt (1944–2000), deutsche Malerin
- Bolsmann, Heinrich Anton (1809–1880), deutscher Ornithologe und Pfarrer
- Bolsonaro, Carlos (* 1982), brasilianischer Politiker
- Bolsonaro, Eduardo (* 1984), brasilianischer Politiker
- Bolsonaro, Jair (* 1955), brasilianischer PolitikerJair Bolsonaro (* 1955)

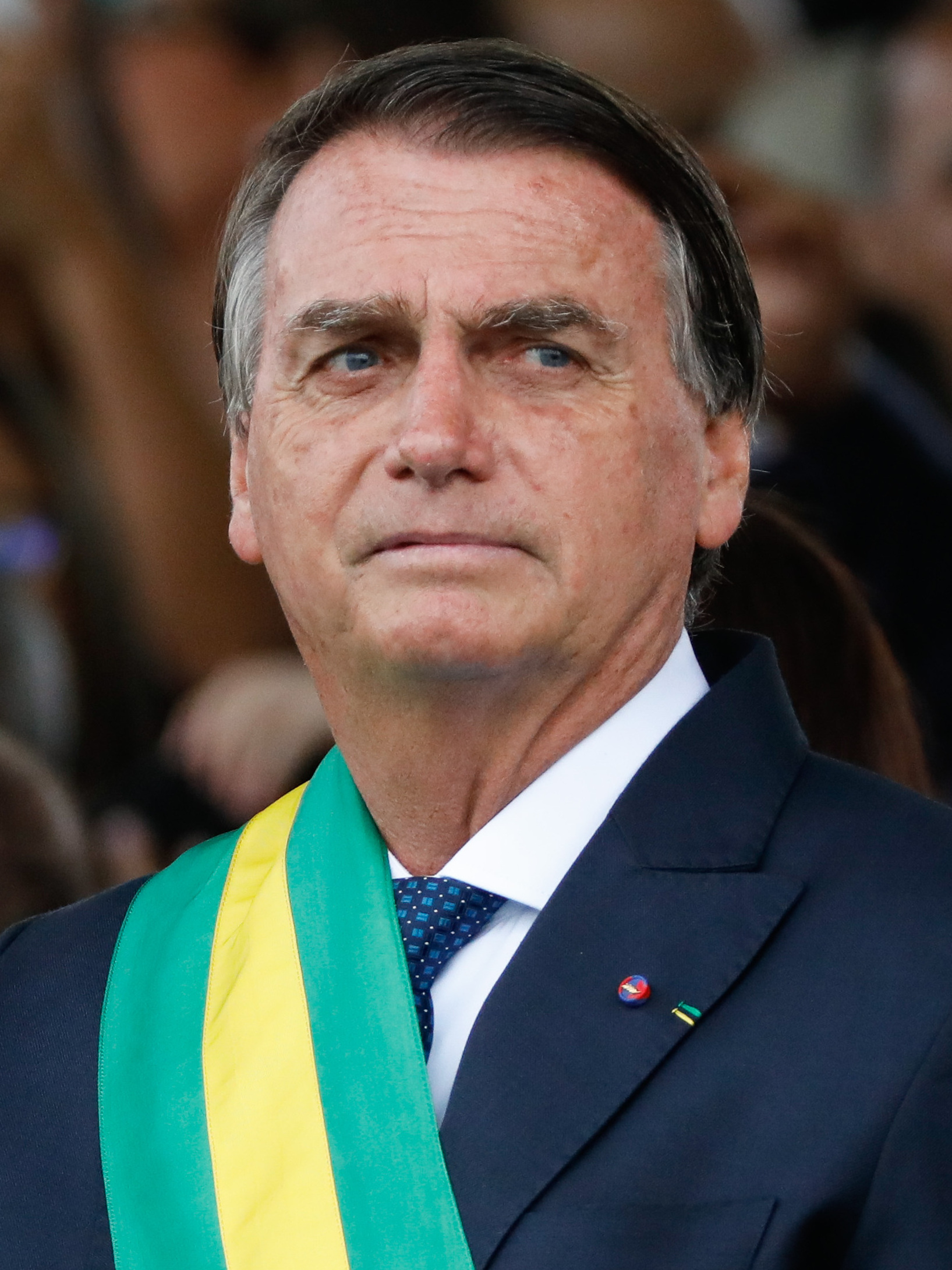
Jair Bolsonaro (* 1955)

- Bolsonaro, Michelle (* 1982), brasilianische First Lady
- Bolsonello, Leonel (* 1966), brasilianischer Fußballspieler
- Bolsova, Aliona (* 1997), spanisch-moldauische Tennisspielerin
- Bolșova, Olga (* 1968), moldauische Hochspringerin
- Bolsover, Antony (* 1972), englischer Snookerspieler
- Bolstad, Gary (* 1944), US-amerikanischer Tierarzt und Musiker
- Bolstad, Øivind (1905–1979), norwegischer Schriftsteller
- Bolstad, Per (1875–1967), norwegischer Komponist und Violinist
- Bolsterer, Hans († 1573), deutscher Bildhauer, Bildschnitzer und Medailleur
- Bölsterli-Ambühl, Beatrice (1917–1992), Schweizer Frauenrechtlerin
- Bölstler, Manuel (* 1983), deutscher Fußballspieler
- Bolsun, Jelena Iwanowna (* 1983), russische Sprinterin
- Bolswert, Boëthius a († 1633), niederländischer Kupferstecher

### Bolt
- Bolt, Alex (* 1993), australischer Tennisspieler
- Bolt, Amund Sigurdsson, norwegischer Aufständischer
- Bolt, Andrew (* 1959), australischer Zeitungskolumnist, Radio- und TV-Moderator und Blogger
- Bolt, Antoni (1891–1941), polnischer Jurist und Stadtpräsident von Toruń
- Bolt, Bobby (* 1987), kanadischer Eishockeyspieler
- Bolt, Bruce (1930–2005), US-amerikanischer Seismologe
- Bolt, Carol (1941–2000), kanadische Dramatikerin und Drehbuchautorin
- Bolt, Christian (* 1972), Schweizer Bildhauer und Maler
- Bolt, Dirk (1930–2020), niederländischer Architekt
- Bolt, Hans-Harald (1960–2021), deutscher Ingenieurwissenschaftler
- Bolt, Hermann (* 1943), deutscher Toxikologe
- Bolt, Johann Friedrich (1769–1836), deutscher Zeichner und Kupferstecher
- Bolt, Klaas (1927–1990), niederländischer Organist, Improvisator und Orgelsachverständiger
- Bolt, Niklaus (1864–1947), Schweizer Pfarrer und Jugendschriftsteller
- Bolt, Richard (1911–2002), US-amerikanischer Physiker
- Bolt, Robert (1924–1995), britischer Dramatiker und Drehbuchautor
- Bolt, Ulrich, Schweizer reformierter Pfarrer
- Bolt, Usain (* 1986), jamaikanischer SprinterUsain Bolt (* 1986)

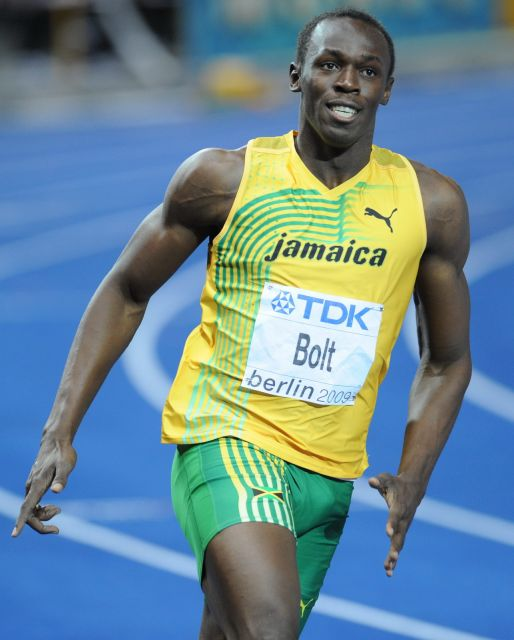
Usain Bolt (* 1986)

- Boltaboyev, Jamshid (* 1996), usbekischer Fußballspieler
- Boltaboyev, Sharofiddin (* 1995), usbekischer Judoka
- Boltajew, Dawlat (* 1999), tadschikischer Boxer
- Boltanski, Christian (1944–2021), französischer Künstler
- Boltanski, Christophe (* 1962), französischer Journalist und Autor
- Boltanski, Luc (* 1940), französischer Soziologe
- Boltas, Josep de (1738–1795), Bischof von Urgell
- Bolte, Adolf (1901–1974), deutscher katholischer Bischof von Fulda
- Bolte, Albert (1868–1944), deutscher Unternehmer
- Bölte, Amely (1811–1891), deutsche Schriftstellerin
- Bolte, Anna Helene (1852–1912), deutsche Kinderschriftstellerin
- Bolte, Annegret, deutsche Organisationsforscherin
- Bolte, August (1854–1920), US-amerikanischer Politiker
- Bolte, August (1896–1981), deutscher kommunistischer Widerstandskämpfer
- Bolte, Charles L. (1895–1989), US-amerikanischer Offizier, General der US Army
- Bolte, Christopher (* 1992), deutscher Bassist, Musikproduzent und Komponist
- Bolte, Conrad (1824–1892), Abgeordneter des Kurhessischen Kommunallandtages
- Bolte, Erich (1900–1981), deutscher Büromöbelfabrikant
- Bölte, Ernst (1802–1870), deutscher Jurist und Politiker
- Bölte, Felix (1863–1943), deutscher Klassischer Philologe
- Bolte, Friedrich (1860–1940), deutscher Navigationslehrer
- Bolte, Friedrich (1896–1959), deutscher Politiker (NSDAP), MdR, MdL
- Bolte, Georg Friedrich (1814–1877), deutscher Maler
- Bolte, Gerhard (1918–1993), deutscher Radsportler
- Bolte, Henry (1908–1990), australischer Politiker
- Bolte, Johann Heinrich (1750–1817), deutscher Pfarrer
- Bolte, Johannes (1858–1937), deutscher Literaturwissenschaftler, Volkskundler und Erzählforscher
- Bolte, Karl (1899–1995), deutscher Ökonom, Abgeordneter des Provinziallandtages Hessen-Nassau
- Bolte, Karl Martin (1925–2011), deutscher Soziologie
- Bolte, Matthias (* 1985), deutscher Politiker (Bündnis 90/Die Grünen), MdLMatthias Bolte (* 1985)

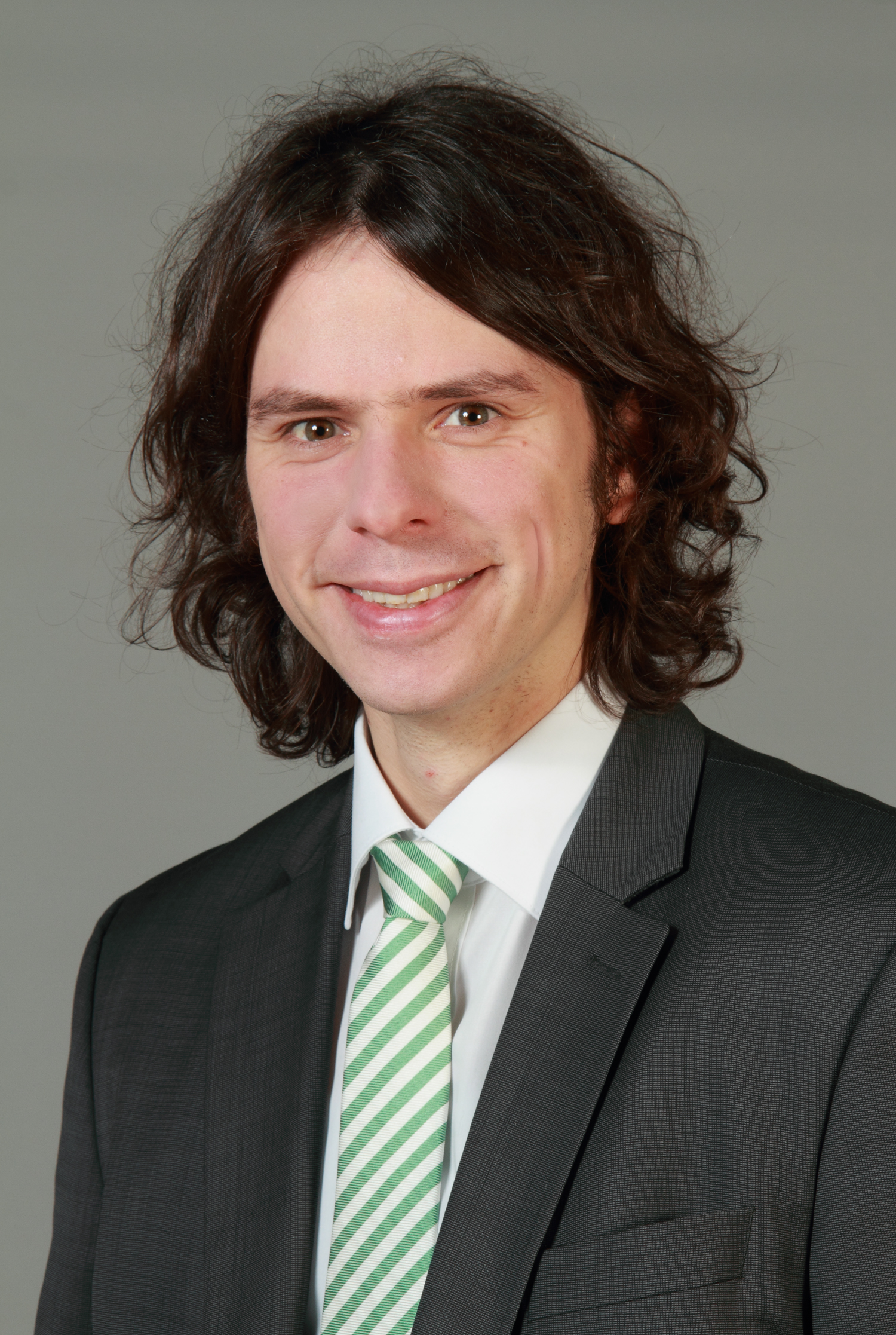
Matthias Bolte (* 1985)

- Bolte, Peter (* 1967), deutscher Jazz- und Improvisationsmusiker
- Bolte, Ursula (* 1944), deutsche Politikerin (SPD), MdL
- Bolte, Wilhelm (1859–1941), deutscher Bildhauer
- Bolte, Wilhelm (1902–1974), deutscher Politiker (SRP), MdBB
- Bolten, August (1812–1887), deutscher Schiffsmakler und Reeder
- Bolten, Carl Alexander (1805–1899), deutscher Rechtsanwalt und Notar
- Bolten, Edmund (1882–1949), deutscher Architekt
- Bolten, Guido (* 1961), deutscher Journalist und Fernsehmanager
- Bolten, Joachim Friedrich (1718–1796), deutscher Arzt und Conchologe
- Bolten, Johann (1678–1758), deutscher Theologe und Propst
- Bolten, Johann Adrian (1742–1807), deutscher Chronist und Theologe
- Bolten, Johann Christian (1727–1757), deutscher Arzt
- Bolten, Johann Joachim (1752–1835), deutscher Jurist, Domherr und Rittergutsbesitzer
- Bolten, Joshua (* 1955), US-amerikanischer Politiker
- Bolten, Jürgen (1955–2023), deutscher Kultur- und Kommunikationswissenschaftler
- Bolten, Konrad, Theaterschauspieler und Theaterdirektor
- Bolten, Michael Christopher (* 1991), US-amerikanischer Schauspieler, Regisseur und Stuntman
- Bolten, Niklas (* 1994), deutscher Fußballtorhüter
- Bolten, Sandra (* 1970), deutsche Richterin am Sozialgericht und Verfassungsrichterin
- Bolten, Uwe (* 1959), deutscher Radrennfahrer
- Bolten, Vera (* 1976), deutsche Musicaldarstellerin und Sängerin der Band chaosbaby
- Bolten-Baeckers, Heinrich (1871–1938), deutscher Liedtextdichter, Übersetzer, Filmregisseur und Filmproduzent
- Bolten-Baeckers, Helene (1896–1979), Übersetzerin
- Boltendahl, Chris (* 1962), deutscher Sänger der Band Grave Digger, Fotograf und MalerChris Boltendahl (* 1962)

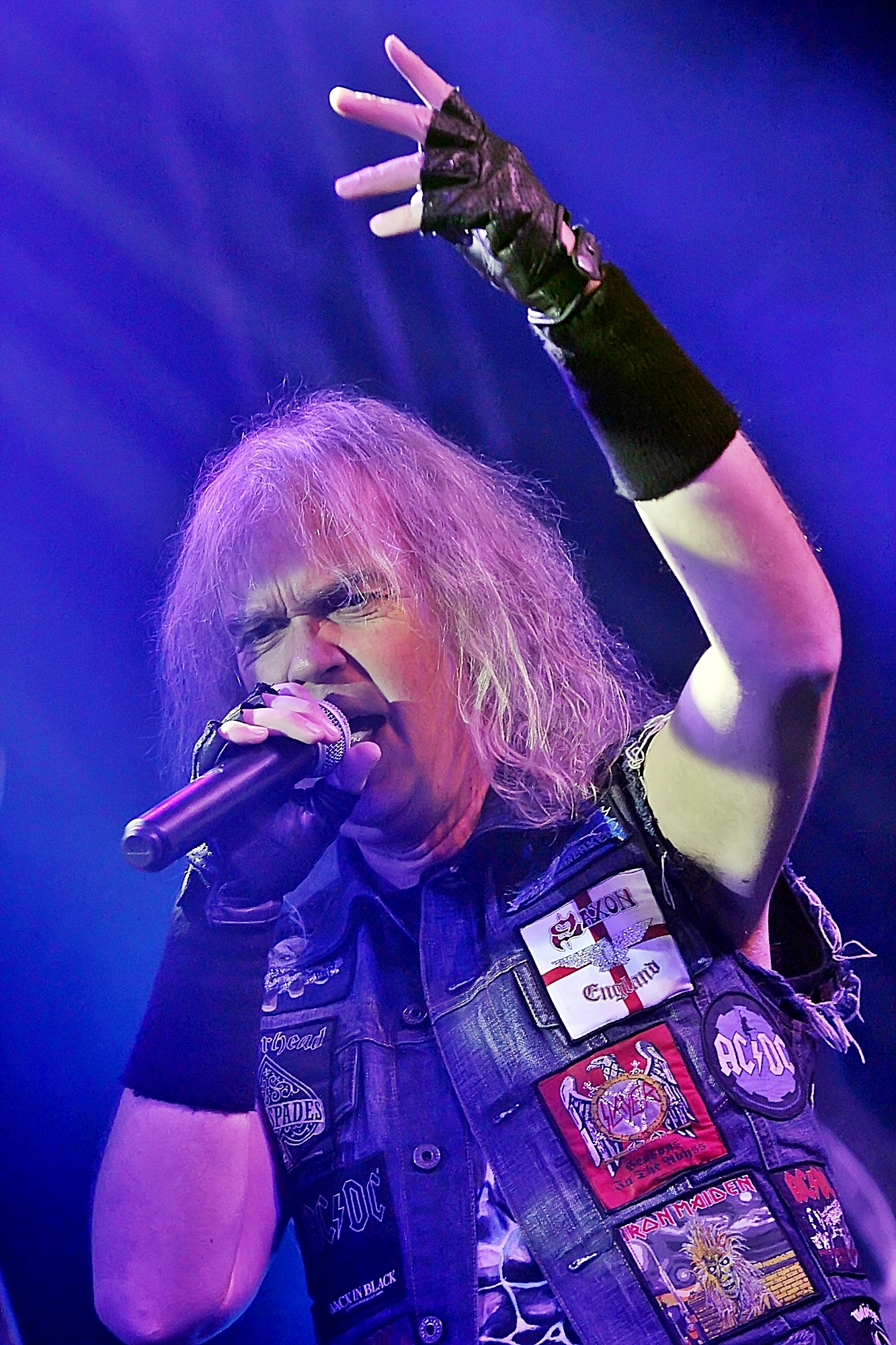
Chris Boltendahl (* 1962)

- Boltenko, Alexei Wladimirowitsch (* 1979), russischer Biathlet
- Boltenstern senior, Gustaf Adolf (1861–1935), schwedischer Dressurreiter
- Boltenstern, Erich (1896–1991), österreichischer Architekt
- Boltenstern, Ferdinand Wilhelm Franz Bolstern von (1786–1814), preußischer Offizier
- Boltenstern, Franz Michael von (1657–1716), deutscher Jurist und Direktor des königlich schwedischen Hofgerichts in Greifswald
- Boltenstern, Gustaf Adolf junior (1904–1995), schwedischer Dressurreiter
- Boltenstern, Johann Franz von (1700–1763), deutscher Richter
- Boltenstern, Konstantin von (1823–1897), preußischer Generalleutnant
- Boltenstern, Sven (1932–2019), österreichischer Goldschmied und Bildhauer
- Boltenstern, Walter von (1889–1952), deutscher Offizier, zuletzt Generalleutnant im Zweiten Weltkrieg
- Boltenstern, Werner von (1897–1985), deutscher Generalmajor im Zweiten Weltkrieg
- Bolter, Jay David (* 1951), US-amerikanischer Informatiker
- Bolter, Mario (* 1984), österreichischer Fußballspieler
- Bolterauer, Herbert (* 1964), österreichischer Organist, Komponist und Chorleiter
- Boltežar, Andrej (* 1940), jugoslawischer Radrennfahrer
- Bolthausen, Erwin (* 1945), Schweizer Mathematiker
- Bolthausen, Julius (1868–1947), deutscher Lehrer und Reiseunternehmer
- Boltic, Sinivie (* 1982), nigerianischer Ringer
- Boltini, Toni (1920–2003), niederländischer Zirkusdirektor
- Boltjanski, Wladimir Grigorjewitsch (1925–2019), sowjetischer bzw. russischer Mathematiker
- Böltl, Maximilian (* 1983), deutscher Politiker (CSU), Abgeordneter des Bayerischen Landtags
- Boltman, Pieter, namibischer Politiker der RP und DTA
- Bolton, Cameron (* 1990), australischer Snowboarder
- Bolton, Charles D., US-amerikanischer Offizier, Generalmajor der US Air Force
- Bolton, Chester C. (1882–1939), US-amerikanischer Politiker (Republikanische Partei)
- Bolton, Clint (* 1975), australischer Fußballspieler
- Bolton, Colleen (* 1957), australische Skilangläuferin
- Bolton, Cristian (* 1973), chilenischer Kunstflugpilot
- Bolton, Donnelly P. (1919–2000), US-amerikanischer Offizier, Generalmajor der US-Army
- Bolton, Dupree (1929–1993), US-amerikanischer Jazz-Trompeter
- Bolton, Elmer K. (1886–1968), US-amerikanischer Chemiker
- Bolton, Elysia (* 2000), US-amerikanisch-australische Tennisspielerin
- Bolton, Emily (* 1951), arubische Schauspielerin
- Bolton, Frances P. (1885–1977), US-amerikanische Politikerin (Republikanische Partei)
- Bolton, Guy (1884–1979), US-amerikanischer Dramatiker
- Bolton, Henry Carrington (1843–1903), US-amerikanischer Chemiker
- Bolton, Isabel (1883–1975), US-amerikanische Schriftstellerin
- Bolton, Ivor (* 1958), britischer Dirigent
- Bolton, James (* 1994), englischer Fußballspieler
- Bolton, John Gatenby (1922–1993), britisch-australischer Astronom
- Bolton, John R. (* 1948), US-amerikanischer Politiker und DiplomatJohn R. Bolton (* 1948)

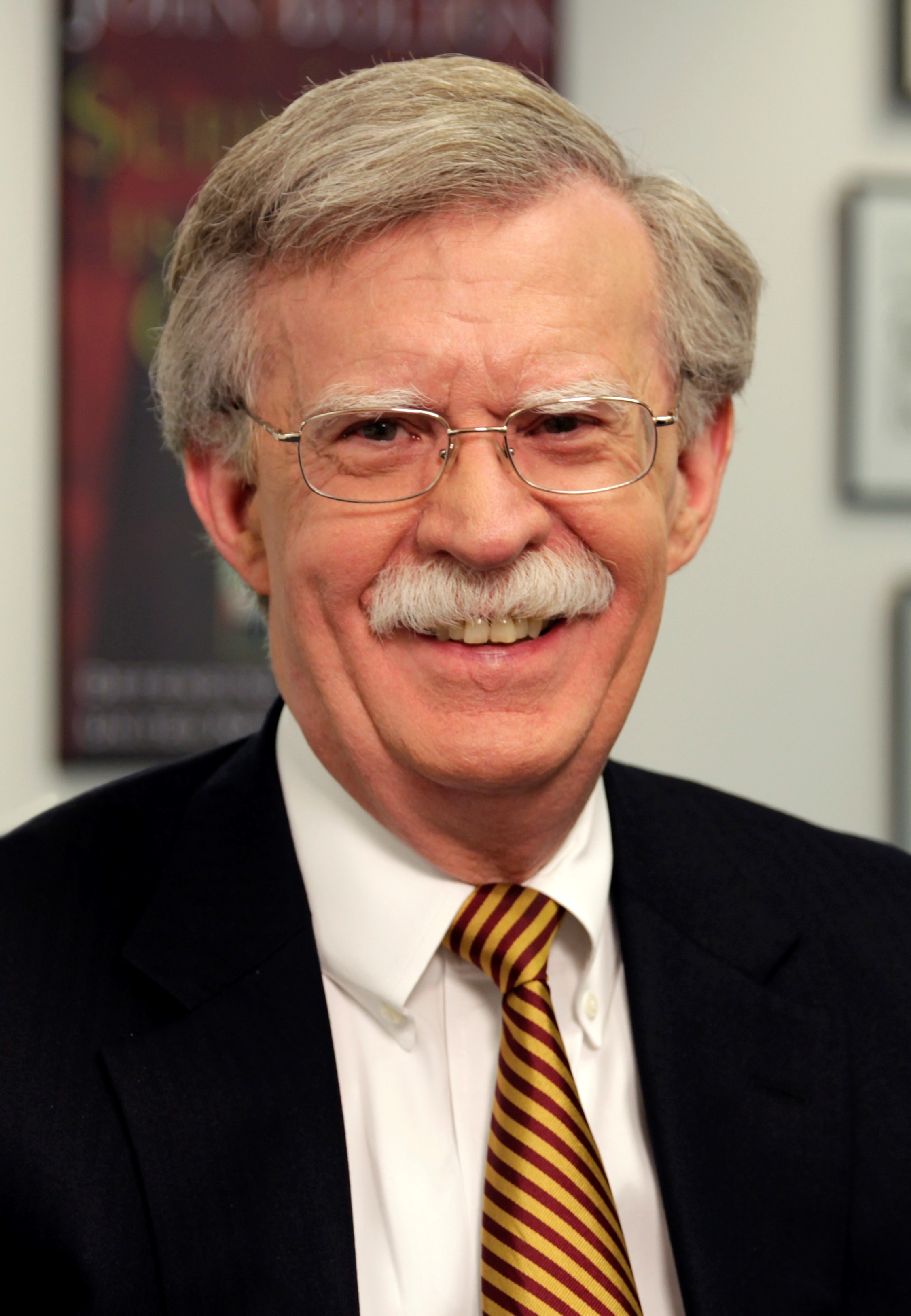
John R. Bolton (* 1948)

- Bolton, Kelia (* 1960), US-amerikanische Sprinterin
- Bolton, Luke (* 1999), englischer Fußballspieler
- Bolton, Malcolm (* 1946), britischer Bauingenieur
- Bolton, Matthew (* 1979), australischer Billardspieler
- Bolton, Michael (* 1953), US-amerikanischer Pop-Sänger
- Bolton, Nick (* 2000), US-amerikanischer American-Football-Spieler
- Bolton, Nicole (* 1989), australische Cricketspielerin
- Bolton, Oliver P. (1917–1972), US-amerikanischer Politiker
- Bolton, Peter (1919–2008), britischer Autorennfahrer
- Bolton, Ruthie (* 1967), US-amerikanische Basketballspielerin und -trainerin
- Bolton, Sam (* 2002), britischer Skispringer
- Bolton, Sharon (* 1960), britische Krimi- und Thrillerautorin
- Bolton, Tom (1943–2021), US-amerikanischer Astronom
- Bolton, Werner von (1868–1912), deutscher Chemiker
- Bolton, William P. (1885–1964), US-amerikanischer Politiker
- Boltraffio, Giovanni Antonio (1467–1516), italienischer Maler
- Boltro, Flavio (* 1961), italienischer Jazz-Trompeter
- Bölts, Hartmut (* 1961), deutscher Radrennfahrer
- Bölts, Udo (* 1966), deutscher RadrennfahrerUdo Bölts (* 1966)

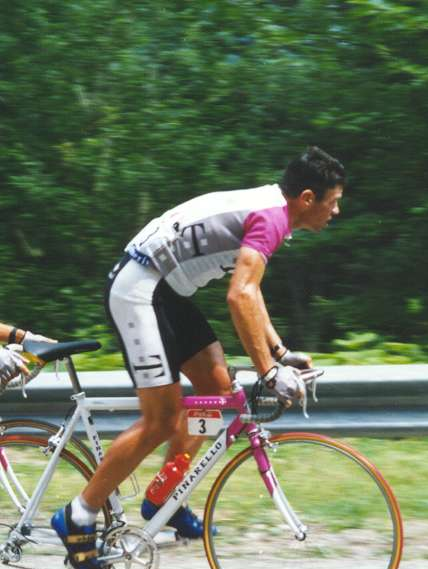
Udo Bölts (* 1966)

- Boltshauser, Luca (* 1993), Schweizer Eishockeyspieler
- Boltshauser, Roger (* 1964), Schweizer Architekt und Universitätsprofessor
- Boltt, Nathalie (* 1973), südafrikanische Schauspielerin und Tänzerin
- Bołtuć, Mikołaj (1893–1939), polnischer Brigadegeneral
- Boltukajew, Ansor Adamowitsch (* 1986), russischer Ringer
- Boltunowa, Anna Iwanowna (1900–1991), sowjetische Altertumsforscherin und Hochschullehrerin
- Boltwood, Bertram (1870–1927), US-amerikanischer Chemiker und Hochschullehrer
- Boltz, Andreas (* 1964), deutscher Kirchenmusiker und Komponist
- Boltz, August (1819–1907), deutscher Sprachkenner, Sprachpädagoge und Übersetzer
- Böltz, Eduard von (1864–1918), österreichisch-ungarischer Offizier
- Boltz, Friedrich († 1754), deutscher evangelisch-lutherischer Geistlicher
- Boltz, Heinrich (1831–1918), deutscher Jurist und Politiker (NLP), MdR
- Boltz, Johann Christoph (1652–1713), deutscher Jurist und Hochschullehrer
- Böltz, Ludwig Friedrich von (1818–1908), württembergischer Oberamtmann
- Boltz, Stefanie (* 1973), deutsche Jazz- und PopsängerinStefanie Boltz (* 1973)

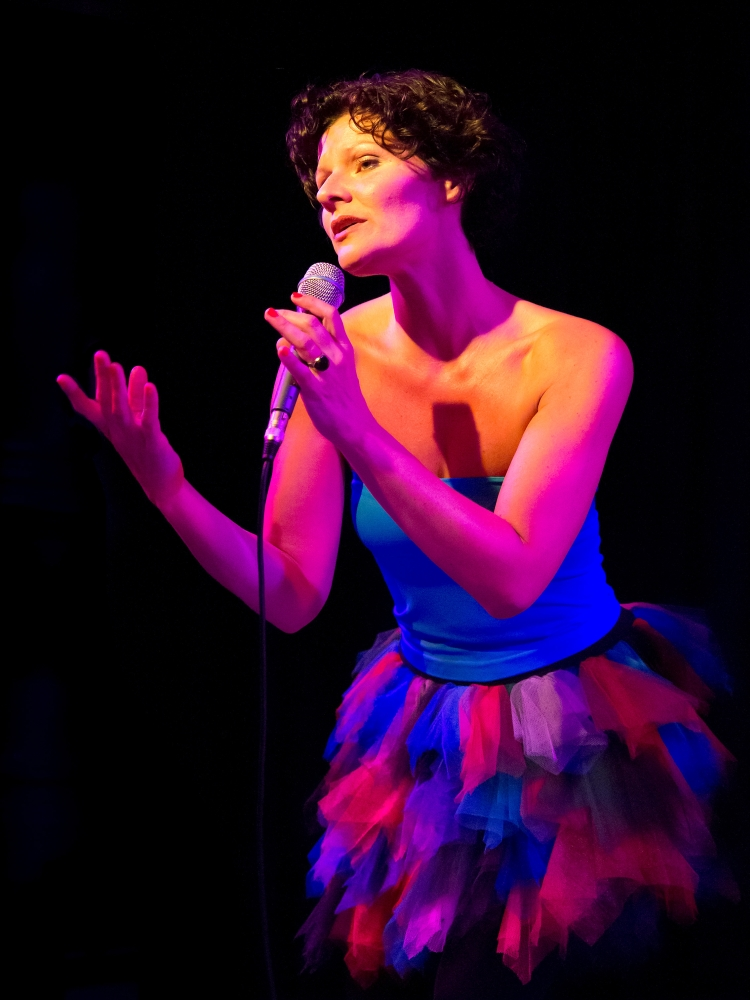
Stefanie Boltz (* 1973)

- Boltz, Theodor (1680–1764), deutscher Jurist
- Boltz, Valentin († 1560), Pfarrer, Dramatiker, Sachbuch-Autor und Übersetzer
- Boltz, Walter (1929–2011), deutscher DBD-Funktionär, Abgeordneter der Volkskammer
- Boltz, Wilhelm (1886–1939), deutscher Politiker (NSDAP), MdHB, MdR, Polizeipräsident
- Boltze, Andreas (* 1966), deutscher Volleyballspieler
- Boltze, Arthur (1878–1954), deutscher Generalleutnant
- Boltze, Erich (1891–1981), deutscher Diplomat
- Boltze, Erich (1905–1944), deutscher Antifaschist, Tischler
- Boltze, Friedrich Otto (1898–1983), deutscher Diplomat
- Boltze, Johann Gottfried (1802–1868), deutscher Agrarunternehmer
- Boltze, Klaus (1928–2014), deutscher Schauspieler und Regisseur
- Boltze, Manfred (* 1957), deutscher Bauingenieur und Professor
- Boltze, Willi (1904–1937), deutscher Mittel- und Langstreckenläufer
- Böltzig, Andreas Dietrich von (1704–1783), deutscher Erb-, Lehn- und Gerichtsherr sowie Kirchenpatron und Domherr
- Böltzig, Carl Ferdinand von (1738–1796), kurfürstlich-sächsischer Major, Marsch- und Kreiskommissarius des Vogtländischen Kreises
- Boltzius, Johann Martin (1703–1765), deutscher lutherischer Pfarrer in Georgia
- Boltzmann, Ludwig (1844–1906), österreichischer Physiker und Philosoph

### Bolu
- Bólu-Hjálmar (1796–1875), isländischer Lyriker
- Boluarte, Dina (* 1962), peruanische Rechtsanwältin und PolitikerinDina Boluarte (* 1962)

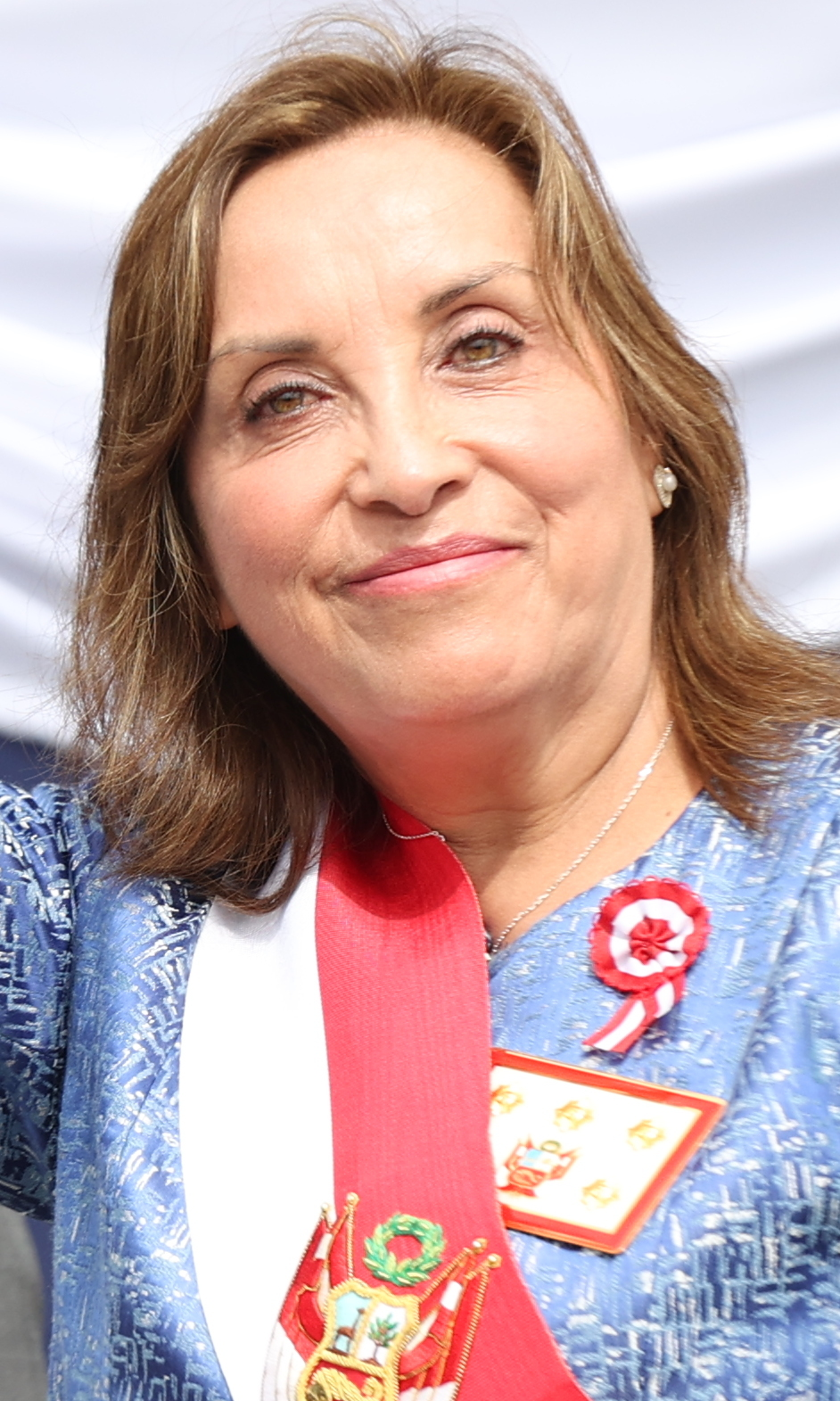
Dina Boluarte (* 1962)

- Boluğur, Merve (* 1987), türkische Schauspielerin und Model
- Bölükbaşı, Bülent (* 1976), türkischer Fußballspieler
- Bölükbaşı, Cem (* 1998), türkischer Automobilrennfahrer
- Bölükbaşı, Mehmet (* 1978), türkischer Fußballtorhüter
- Bölükbaşı, Osman (1913–2002), türkischer Politiker
- Bölükbaşı, Rıza Tevfik (1869–1949), türkischer Politiker
- Bolumar, Ángel (1895–1951), spanischer Fußballspieler
- Boluminski, Franz (1863–1913), deutscher Kolonialbeamter
- Bolund, Per (* 1971), schwedischer Politiker (Miljöpartiet de Gröna)
- Bolus, Harriet Margaret Louisa (1877–1970), südafrikanische Botanikerin
- Bolus, Michael (1934–2013), britischer abstrakter Bildhauer

### Bolv
- Bolvári, Antal (1932–2019), ungarischer Wasserballspieler
- Bolváry, Géza von (1897–1961), ungarischer Schauspieler, Drehbuchautor und Regisseur
- Bolváry, Helene von (1889–1943), ungarische Schauspielerin
- Bølviken, Lilly (1914–2011), norwegische Richterin

### Bolw
- Bolwin, Rolf (* 1950), deutscher Jurist und Geschäftsführenden Direktor des Deutschen Bühnenvereins

### Boly
- Boly, Willy (* 1991), ivorischer Fußballspieler
- Bolyai, Farkas (1775–1856), ungarischer Mathematiker
- Bolyai, János (1802–1860), ungarischer Mathematiker
- Bolyki, Andor (* 1994), ungarisch-deutscher Fußballspieler

### Bolz
- Bolz, Ben (* 1967), deutscher Journalist
- Bolz, Daphné (* 1978), deutsch-französische Sporthistorikerin
- Bolz, Edgar (* 1865), österreichischer Schauspieler
- Bolz, Erich (* 1912), deutscher Fußballspieler und -trainer
- Bolz, Eugen (1881–1945), deutscher Politiker (Zentrum), MdR, Staatspräsident und Innenminister von Württemberg, WiderstandskämpferEugen Bolz (1881–1945)

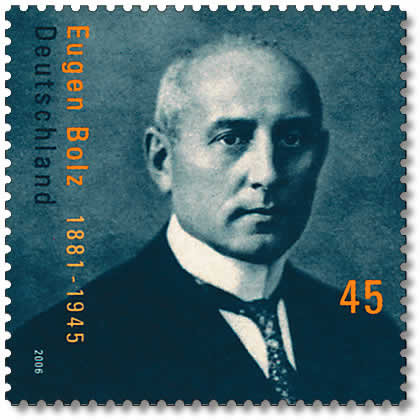
Eugen Bolz (1881–1945)

- Bolz, Hanns (1885–1918), deutscher Maler, Bildhauer und Illustrator des Expressionismus und Kubo-Futorismus
- Bolz, Hendrik (* 1988), deutscher Rapper
- Bolz, Horst-Dieter (1936–2021), deutscher Trompeter und Musikpädagoge
- Bolz, Ingeborg (1921–2001), deutsche Ethnologin und Kustodin
- Bolz, Joseph (* 1984), deutscher Schauspieler und RegisseurJoseph Bolz (* 1984)

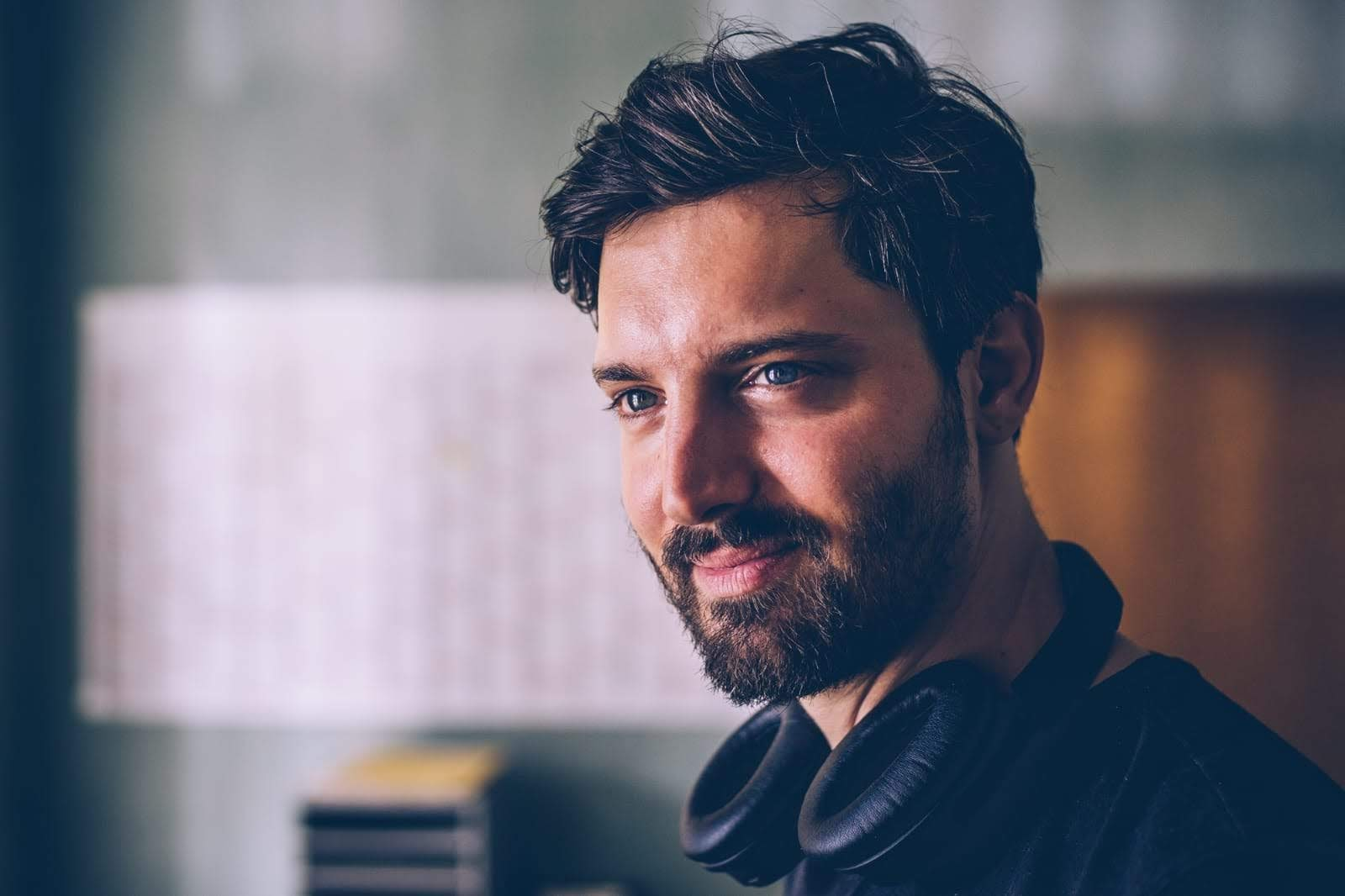
Joseph Bolz (* 1984)

- Bolz, Lothar (1903–1986), deutscher Politiker (NDPD), MdV, Vorsitzender der NDPD der DDR
- Bolz, Ludwig (1890–1978), deutscher Landwirt
- Bölz, Marcus (* 1975), deutscher Journalist, Wissenschaftler und Hochschullehrer
- Bolz, Norbert (* 1953), deutscher Medien- und Kommunikationstheoretiker
- Bolz, Oscar (1879–1935), deutscher Zahnarzt und Kammersänger
- Bolz, Richard (* 1947), deutscher General
- Bolz, Walter (1906–1953), deutscher Filmproduzent
- Bolz, Walther (1901–1970), deutscher Veterinärchirurg
- Bolza, Eugenie (1816–1891), österreichische Beamtin, Schriftstellerin und Übersetzerin
- Bolza, Hans (1889–1986), deutscher Manager
- Bolza, Joseph von (1719–1782), kursächsischer Finanzier und Bankier, böhmischer Textilunternehmer
- Bolza, Moritz (1828–1891), deutscher Jurist und Politiker, MdR
- Bolza, Oskar (1857–1942), deutscher Mathematiker
- Bolza-Schünemann, Hans-Bernhard (1926–2010), deutscher Ingenieur und Vorstandsvorsitzender
- Bolzan, Adaílton Martins (* 1977), brasilianischer Fußballspieler
- Bolzan, Aldo (1933–2013), luxemburgischer Radrennfahrer
- Bolzan, Ana Cláudia (* 1996), brasilianische Handballspielerin
- Bolzani, Giuseppe (1921–2002), Schweizer Maler, Zeichner, Dekorateur und Kunstpädagoge
- Bolzani, Vanderlan da Silva (* 1949), brasilianische Chemikerin und Hochschullehrerin
- Bolzanio, Giovanni Pierio Valeriano (1477–1558), italienischer Humanist und Theologe
- Bolzano, Bernard (1781–1848), Philosoph, Priester und MathematikerBernard Bolzano (1781–1848)

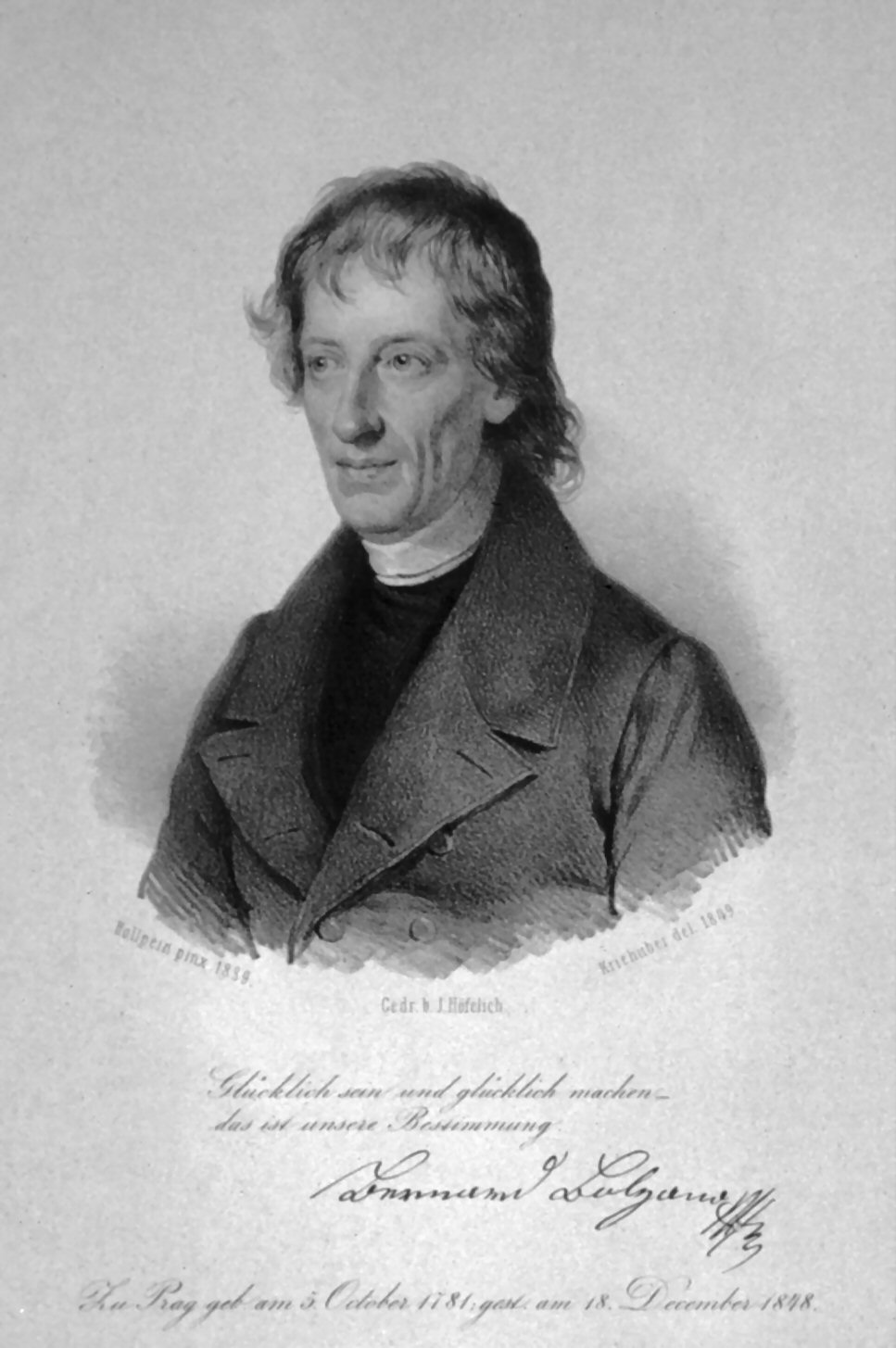
Bernard Bolzano (1781–1848)

- Bolzano, Ferdinand (1800–1838), bayerischer Unternehmer
- Bolzano, Peter (1793–1818), österreichisch-böhmischer Mediziner
- Bolzano, Valerie (* 1968), österreichische Schauspielerin und Kabarettistin
- Bolze, Albert (1834–1912), deutscher Jurist, Senatspräsident am Reichsgericht
- Bolze, Carl (1832–1913), deutscher Maler
- Bolze, Heinrich Ludwig (1813–1888), preußischer Lehrer und Schriftsteller
- Bolze, Martin (* 1957), deutscher ShowhypnotiseurMartin Bolze (* 1957)

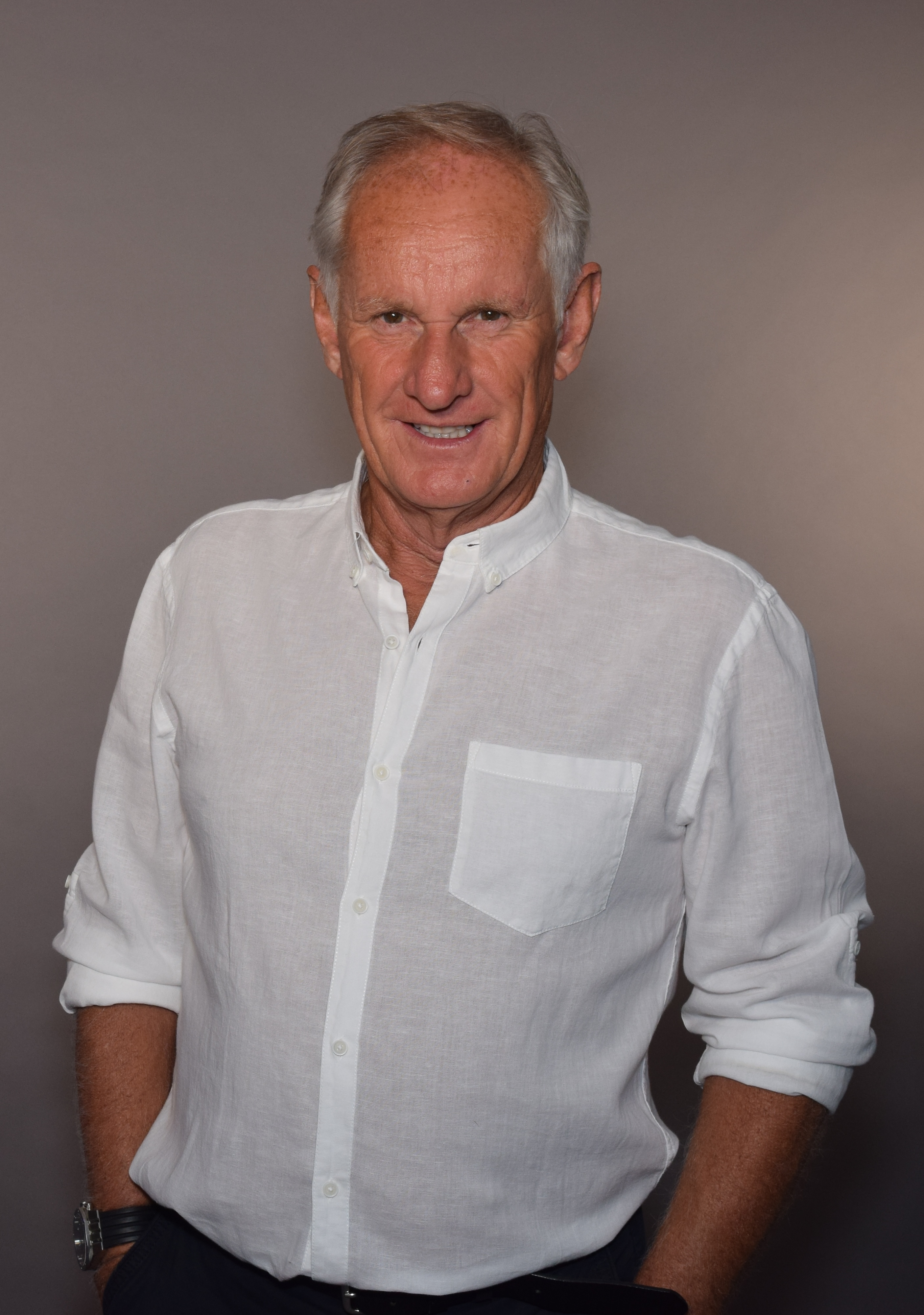
Martin Bolze (* 1957)

- Bolze, Waldemar (1886–1951), deutscher Journalist und sozialistischer Politiker
- Bolze, Walter (1913–2001), deutscher Architekt
- Bolzek, Thorsten (* 1968), deutscher Fußballspieler
- Bolzenius, Theodor (1922–1997), deutscher Kommunalpolitiker (CDU), Oberbürgermeister von Mönchengladbach
- Bolzenthal, Heinrich (1796–1870), deutscher Numismatiker
- Bolzinger, Charles (* 2000), französischer Handballspieler
- Bolzli, Marina (* 1980), Schweizer Journalistin und Schriftstellerin
- Bolzmann, Anton Karl (1808–1851), österreichischer Theaterschauspieler und -regisseur
- Bolzon, Egidio, kanadischer Radrennfahrer
- Bolzon, Piero (1883–1945), italienischer Journalist und Politiker, Mitglied der Camera
- Bolzonello, Marco (* 1958), italienischer Politiker
- Bolzoni, Adriano (1919–2005), italienischer Drehbuchautor und Filmregisseur
- Bolzoni, Andrea (1689–1760), italienischer Kupferstecher
- Bolzoni, Francesco (* 1989), italienischer Fußballspieler
- Bolzoni, Nino (1903–1972), italienischer Ruderer